# 雲岡石窟
云冈石窟位于中国山西省大同市雲岡區雲岡鎮雲岡村武州山南麓，主要建于北魏兴安二年（453年）到太和十九年（495年）间，是中国第一处由皇室显贵主持开凿的大型石窟。整个窟群分东、中、西三部分。东部的石窟多以佛塔为主，又称塔洞；中部“昙曜五窟”是云冈开凿最早，气魄最大的窟群；西部窟群时代略晚，大多是北魏迁都洛阳后的作品。石窟依山开凿，在武州河北岸东西绵延1公里，主要洞窟达51个（其中保存较好的约20个），整个窟群共有大小佛蹲1100多个，大小佛像51000多尊，最大佛像高达17米，最小佛像仅有2厘米高。最大石窟是第6窟（北魏孝文帝時開鑿），由地面到窟頂高達20公尺。
此外，在云冈石窟的崖壁后上方，还保留着建于明代、也称云冈堡的军事要塞遗迹。
1961年云冈石窟被中华人民共和国国务院列为第一批全国重点文物保护单位。2001年云冈石窟被列为世界文化遗产。

## 歷史
北魏時，雖有太武帝七年時詔令毀佛焚經，坑殺僧人的太武滅佛，但大體來說，佛教蓬勃發展，故開窟造像頗為盛行。
初期，曇曜上奏文成帝，於和平元年（460年），在桑乾河的支流武周川旁的斷崖上鑿山石壁，開窟五所（今稱為曇曜五窟，編號為16-20）。之後，武州山開窟造像大規模地展開，進入了崇佛的高潮時期。河北等地的數十萬傳統匠師雕鑿了其他的窟（編號1、2、3、5、6、7、8、9、10、11、12、13）。孝文帝的「漢化改革」在云冈石窟的雕鑿上也有一定程度的影響，故在中區石窟中(5-13窟)可見到許多帶有漢族色彩的佛像。
太和十八年遷都洛陽之後，開鑿的熱潮逐漸衰退，此後窟龕多由貴族官吏為祈福超渡而建。這些窟多為小型棟窟，即曇曜五窟以西的諸小窟。 

## 藝術表現
在云冈石窟開鑿的初期，其風格帶有濃厚犍陀羅及笈多王朝的色彩。佛像的姿勢也明顯反映了外來的風格，包括臉形較為豐腴、肉髻較高以及眼廓較深、鼻子較高。
云冈石窟開鑿的高峰期是北魏孝文帝時。石窟的主要結構多沿襲漢朝，佛像的衣著與表情也與初期較為不同。例如：大多數佛及菩薩的服飾都近似於南朝士大夫的穿著，且臉形、五官也較為世俗化、漢人化。
第三期石窟多開鑿在孝文帝遷都洛陽前後，石窟規模縮小但數量增多。本期的石窟多是為了祈求平安及超渡亡者而興建，故在窟中有世俗男女供養人排列於龕下。

## 世界遺產
2001年，云冈石窟因为满足下列评定标准被列为世界文化遗产：
1. 代表一种独特的艺术成就，一种创造性的天才杰作。
2. 能在一定时期内或世界某一文化区域内，对建筑艺术、纪念物艺术、城镇规划或景观设计方面的发展产生过重大影响。
3. 能为一种已消逝的文明或文化传统提供一种独特的，或至少是特殊的见证；。
4. 人类历史发展中某—建筑风格的杰出范例。

## 破壞
云冈石窟的佛像在多種因素的作用下，使許多佛像損壞相當嚴重。這些因素包括了：
- 佛像本身的材質：當年為了雕刻的便利性，選在石頭硬度相對較低的云冈，使得佛像較不耐風吹雨打。
- 盜竊
- 不適當的維護：清朝時為了保護佛像，曾大規模的重新泥塑。工匠將木樁打入佛像並繞上繩子，以類似今日的鋼筋混凝土工程的方式進行維修。但當泥層脫落時，木樁就外露，使得佛像千瘡百孔。

針對以上的破壞，中华人民共和国政府在將其列為國家重點文物保護單位後，採取了多種方法維護，包括降低水位法、化學材料灌漿加固及黏結加固等。

## 昙曜五窟（第16-20窟）
第16-20窟的五窟为在云冈石窟开凿最早的窟，俗称“昙曜五窟”。根据《魏书·释老志》记载，在北魏和平初年(460年),沙门统昙曜奏请文成帝“于京城西武州塞，凿山石壁，开窟五所，镌建佛像各一。 高者七十尺（约20米），次六十尺（约17米）”。第16-20窟窟内统一为穹隆顶，平面呈马蹄形的大像窟（大像窟为窟内凿刻大型佛造像的窟）。五窟根据主像和窟内的不同布局，又分两组。第一组为较先开凿的第18，19，20窟。另一组是完工略晚的第16，17窟。 昙曜五窟佛教题材以三世佛造像为主，其造像艺术气势粗犷和雄浑。造像风格既反映出犍陀罗， 西域以至凉州造像的特点，又同时依照了鲜卑族容颜。其最终塑造出的便是一种新型佛像样式。
在经历了五胡十六国血腥的纷争扰攘的乱世后，北魏庞大的社会难以愈合乱世带来的伤痛。此时的民众需要一种信仰来修复与抚慰自身的精神世界。北魏的统治者此时推行以佛治国的政治策略，借助宗教信仰为皇权服务。这种推动使得崇佛之风弥漫朝野，佛教发展势头迅猛。尽管北魏期间遭遇了太武灭佛事件, 但仅7年后，文成帝一即位就宣布恢复佛教。那时，在经历了灭佛运动后的僧人昙曜意识到，只有依靠皇权佛教才能巩固。他于是向文成帝建议于在武州山开窟五所，分别象征北魏的五位皇帝。这种绑定使得礼佛时等同于礼帝，北魏皇统与佛法共存。同时此类大像体现了昙曜在设计之初欲求佛法能在千年后依然流通，永存绝的思想。
昙曜五窟洞窟主像对应按昭穆制辈次排列次序为太祖居中，左昭右穆, 父昭子穆。第20窟应对应的是太武帝（408年—452年，北魏第三位皇帝），第19窟对应太祖道武帝（371年—409年，北魏开国皇帝）、第18窟对应明元帝（392年—423年，北魏第二位皇帝），第17窟对应未继位就夭折了的景穆帝（428年—451年）。第16窟为五窟中完工最晚的洞窟。其最初应设计在第20窟的西侧，即今第21窟位置。但由于那里的石质较差不适合开凿大窟，无奈改到现址。第16窟对应此时当朝的文成帝(440年—465年）。

### 第16窟
主佛高13.5米。右手上举胸前施无畏印，左手自然下垂，拇指与中指捏施说法印。其身着褒衣博带式袈裟，胸前结带，外衣宽大，是北魏太和年间服制改革取法的汉魏传统的佛衣样式。 南壁窟门东和西两侧各有一大型尖拱龛，龛内一坐佛,。龛楣外均雕乐伎。其中东龛龛楣外雕六身乐伎分别手持奏铜钱、腰鼓、义觜笛、法螺、排箫、齐鼓。其中除了击钹乐伎，其他五乐伎都梳逆后的辫发，代表来自北方不同的少数民族。

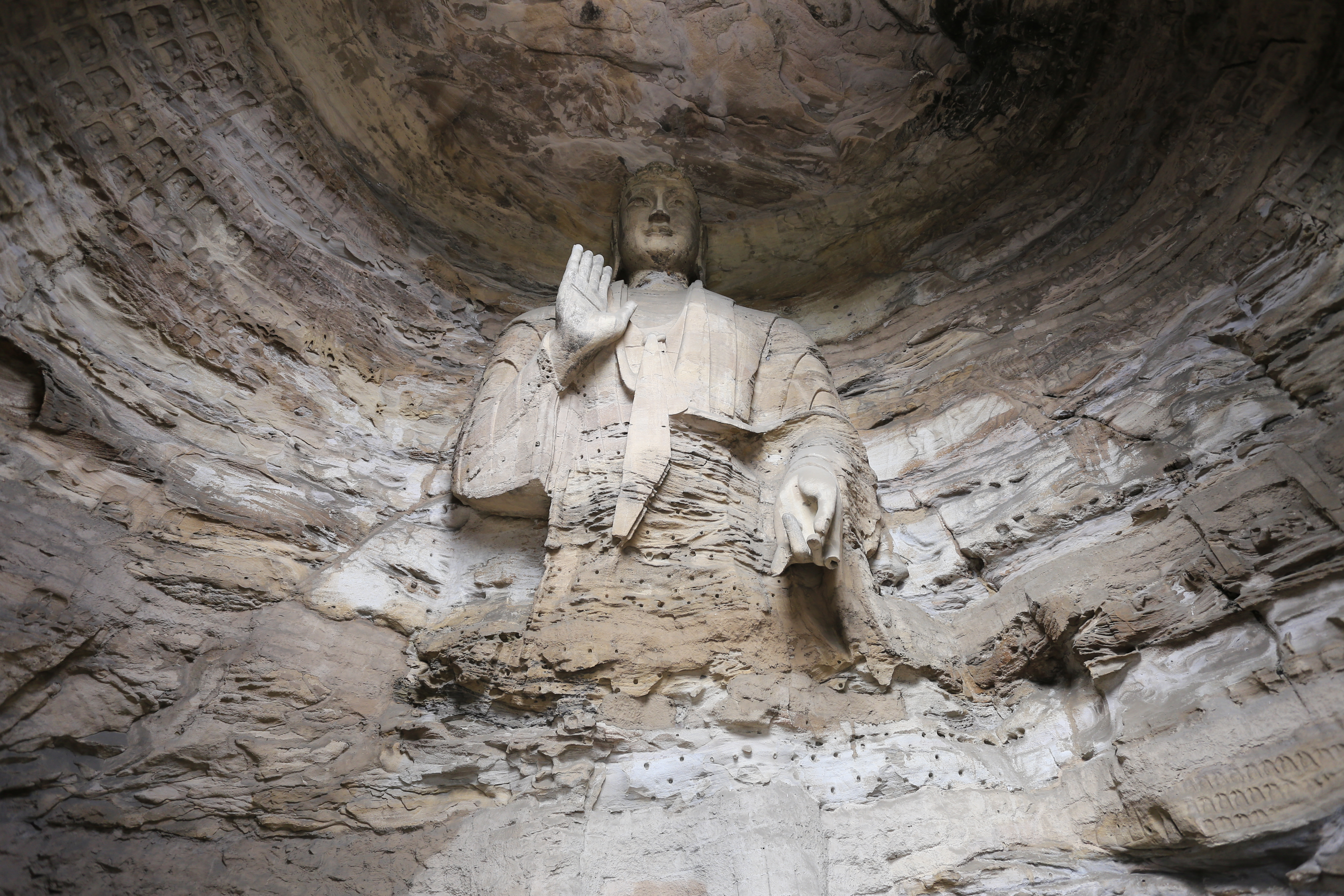
窟内主佛
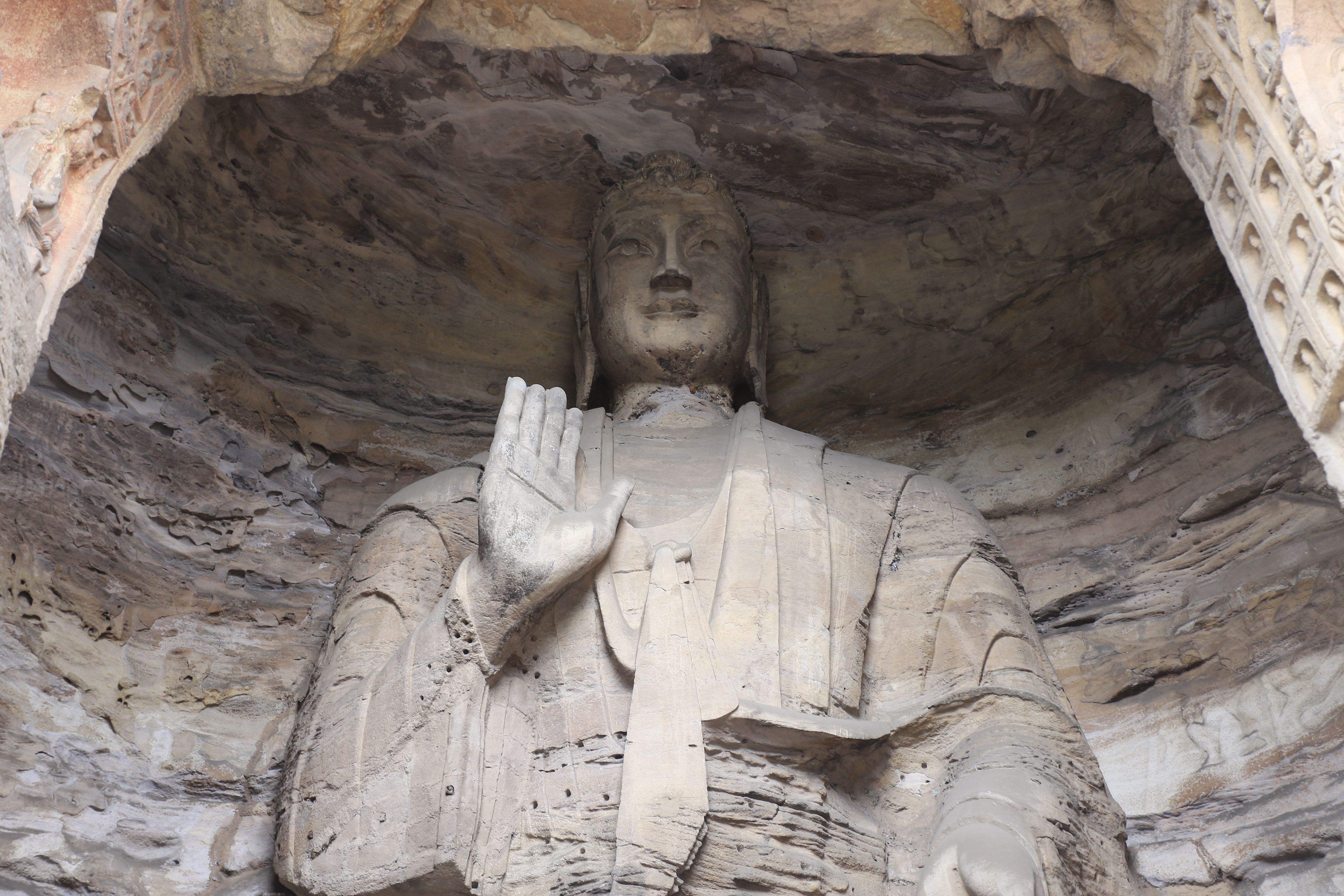
主佛上半身

### 第17窟

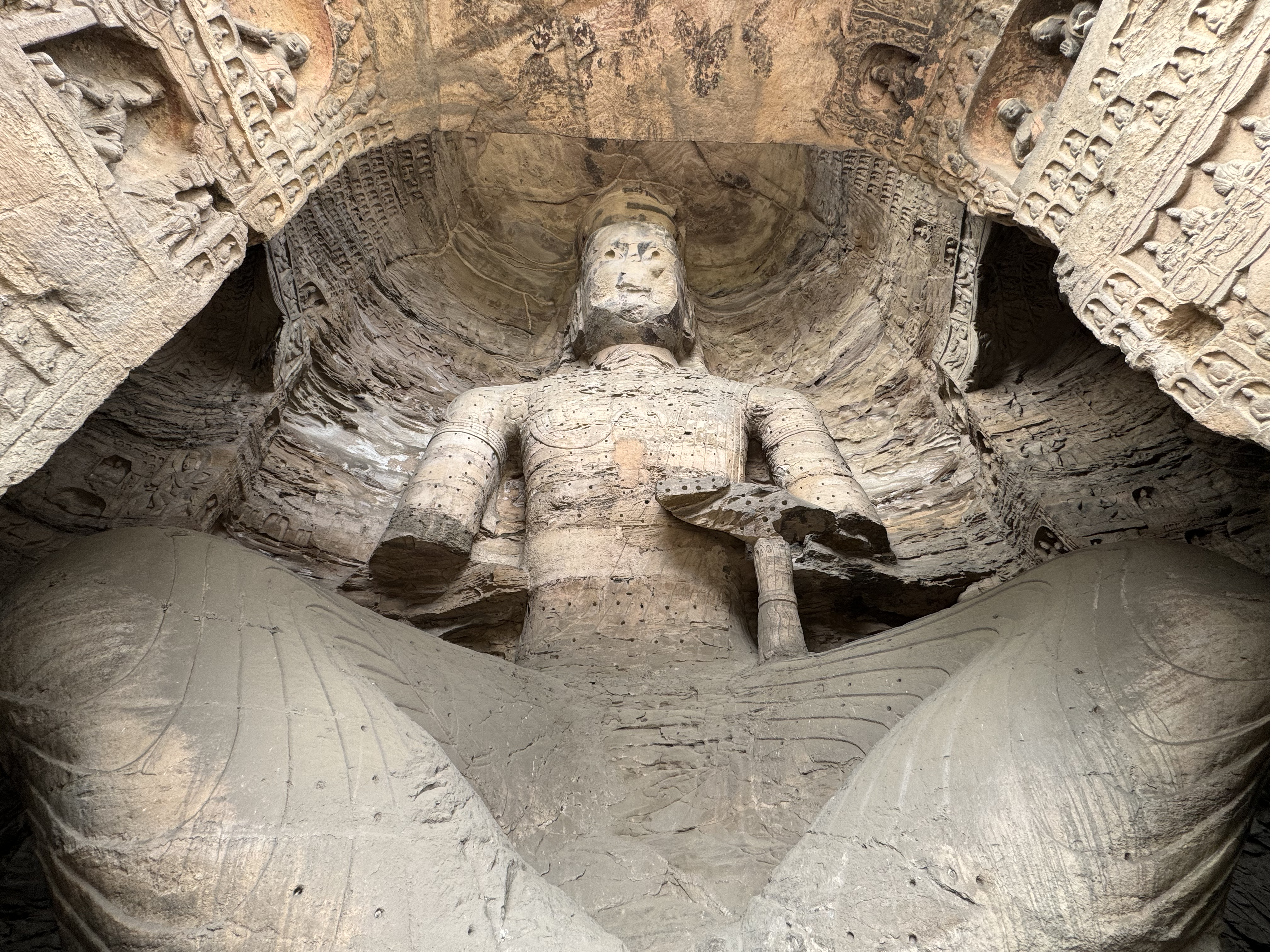
第17窟

主像交脚菩萨像高15.5米，占据了洞窟较大空间。造像具有浓郁的异域情调。左臂下有东帛形支撑立柱，终因石质原因，连同右臂一并崩毁。东、西壁各开一大龛，内雕佛像一坐一立，与主尊构成三世佛组合题材。 

第17窟主像象征景穆帝拓跋晃，太武帝拓跋焘的长子。他好读经史，明慧强识，仁爱宽和，笃信佛法。延和元年(432年) 被立为皇太子，时年5岁。正平元年(451),年 仅24岁的太子死于东宫,《魏书》记载为“以优薨”，太子因忧虑而死。目前学界认为拓跋晃为非正常死亡，不排除与父子间的政治斗争有关。正平二年(452), 文成帝拓跋落即位，追封其父为景穆皇帝，庙号恭宗。 交脚弥勒在佛教中代表未来佛，其先佛入灭，经五十六亿七千万年出世，为释迦的继任者。第17窟中的交脚菩萨像便暗喻未继位就死去的景穆帝。窟内地面相对窟外地面明显下沉1米，低于另四个洞窟，来表明他的尊格略低于另四位皇帝。

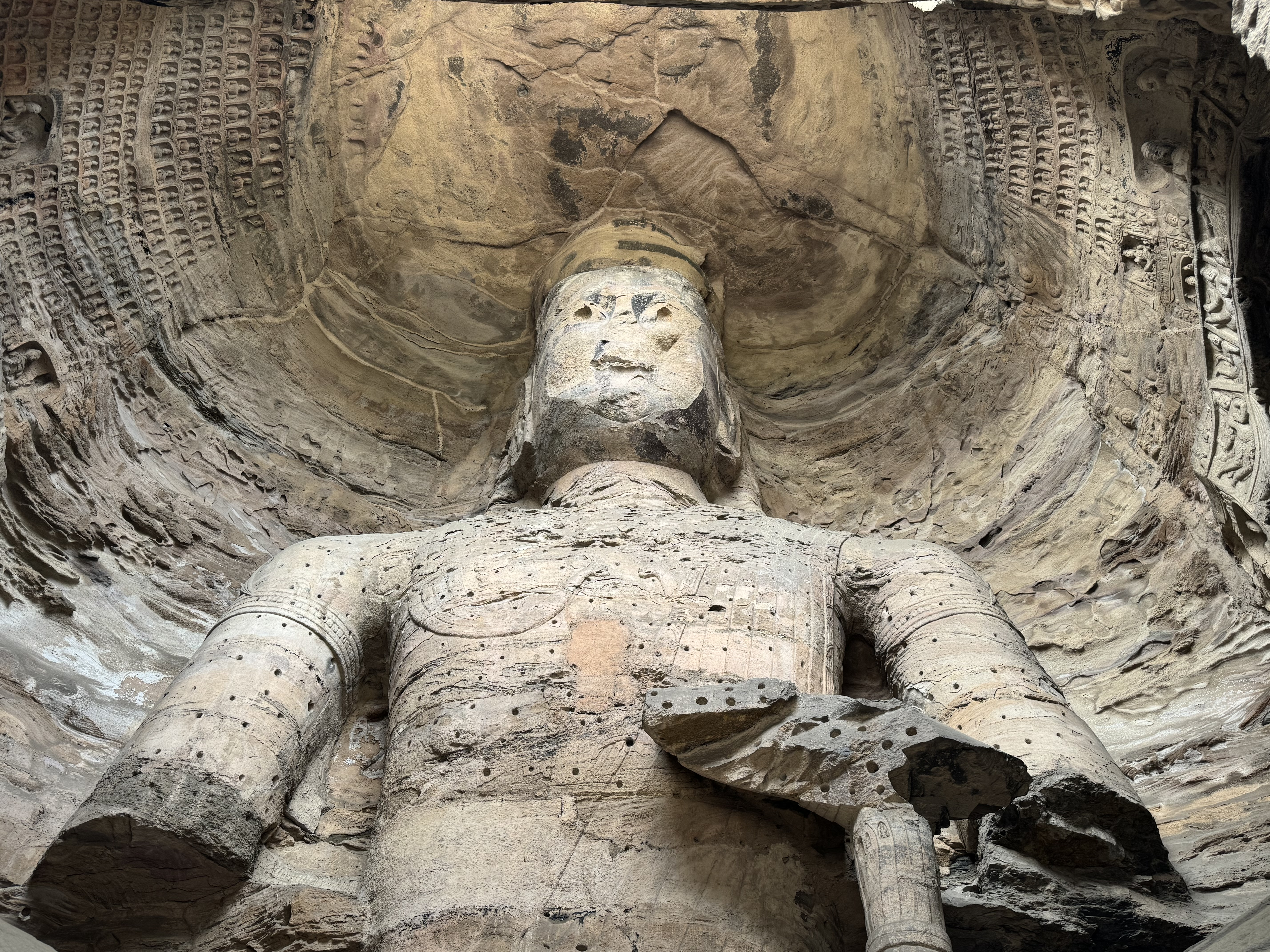
窟内交脚菩萨
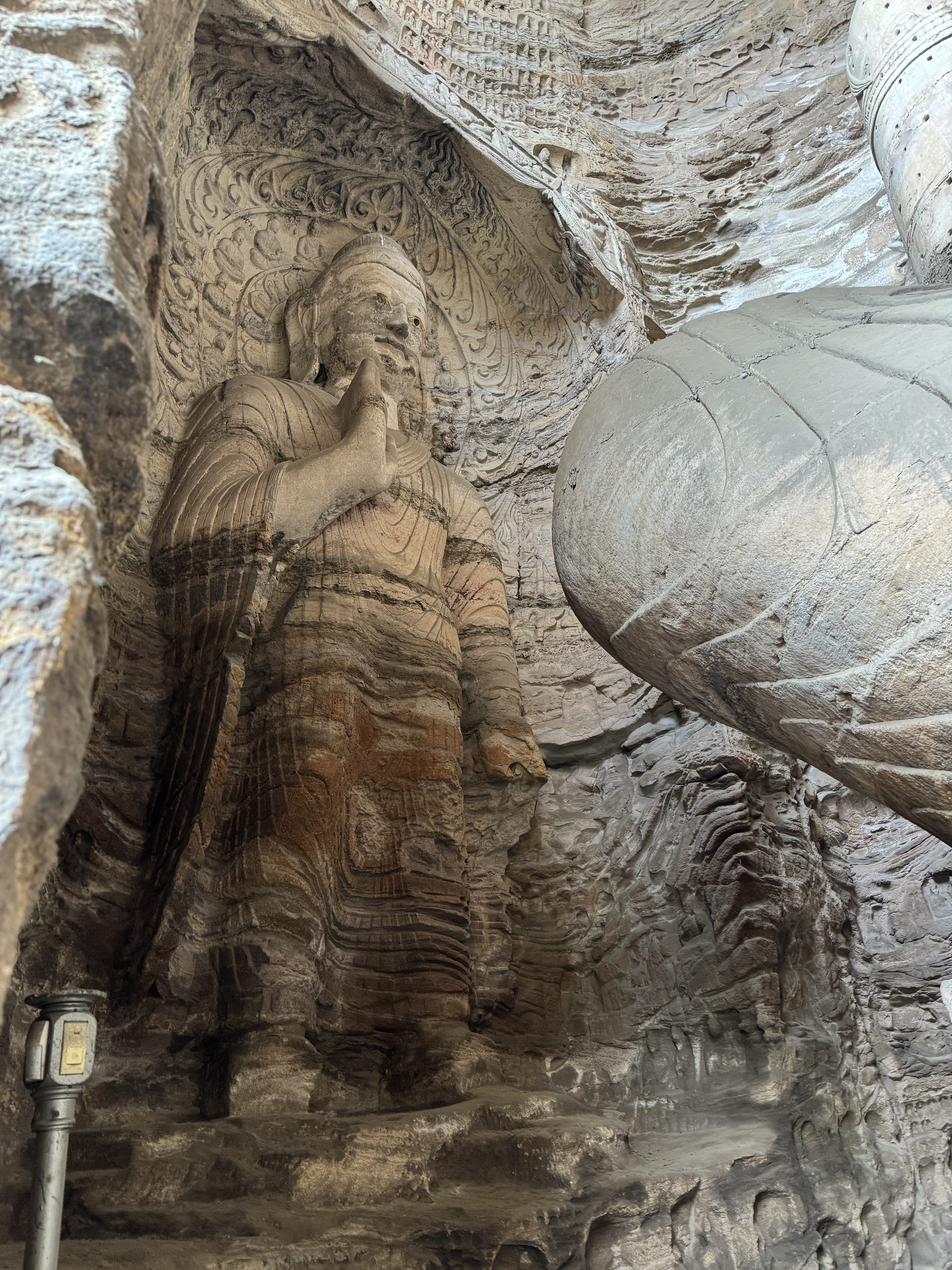
窟内左壁
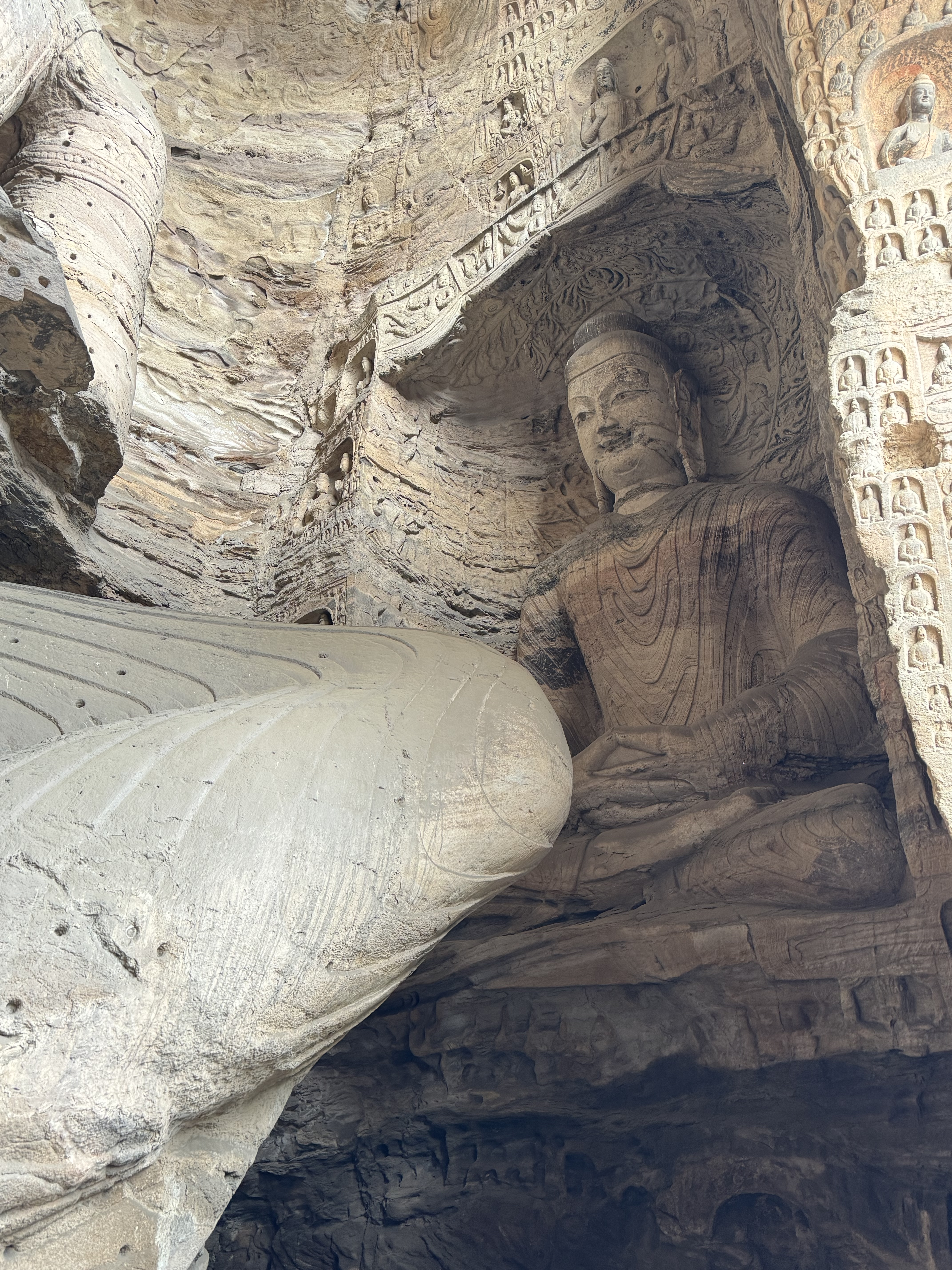
窟内右壁
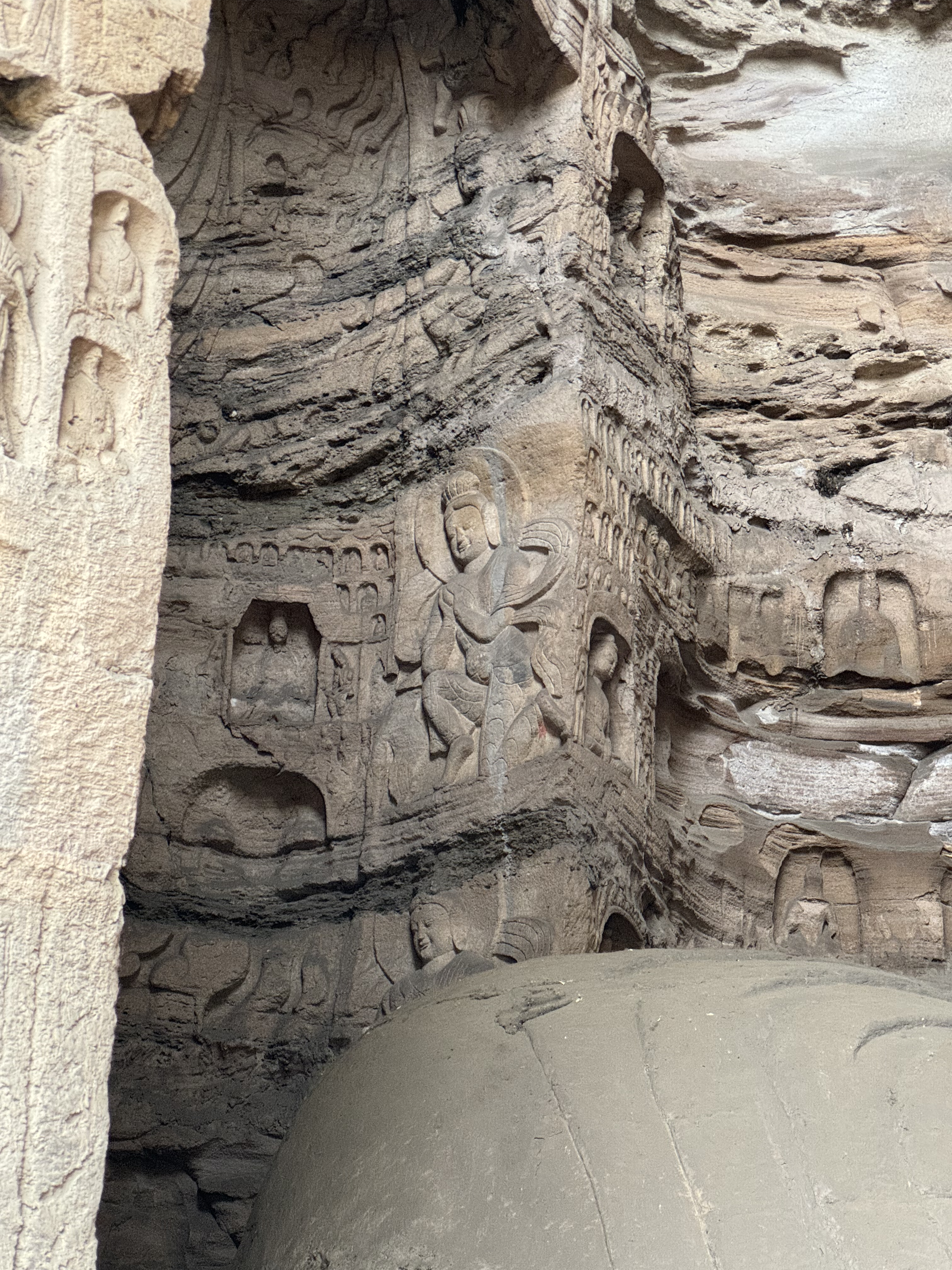
窟内左壁供养天特写
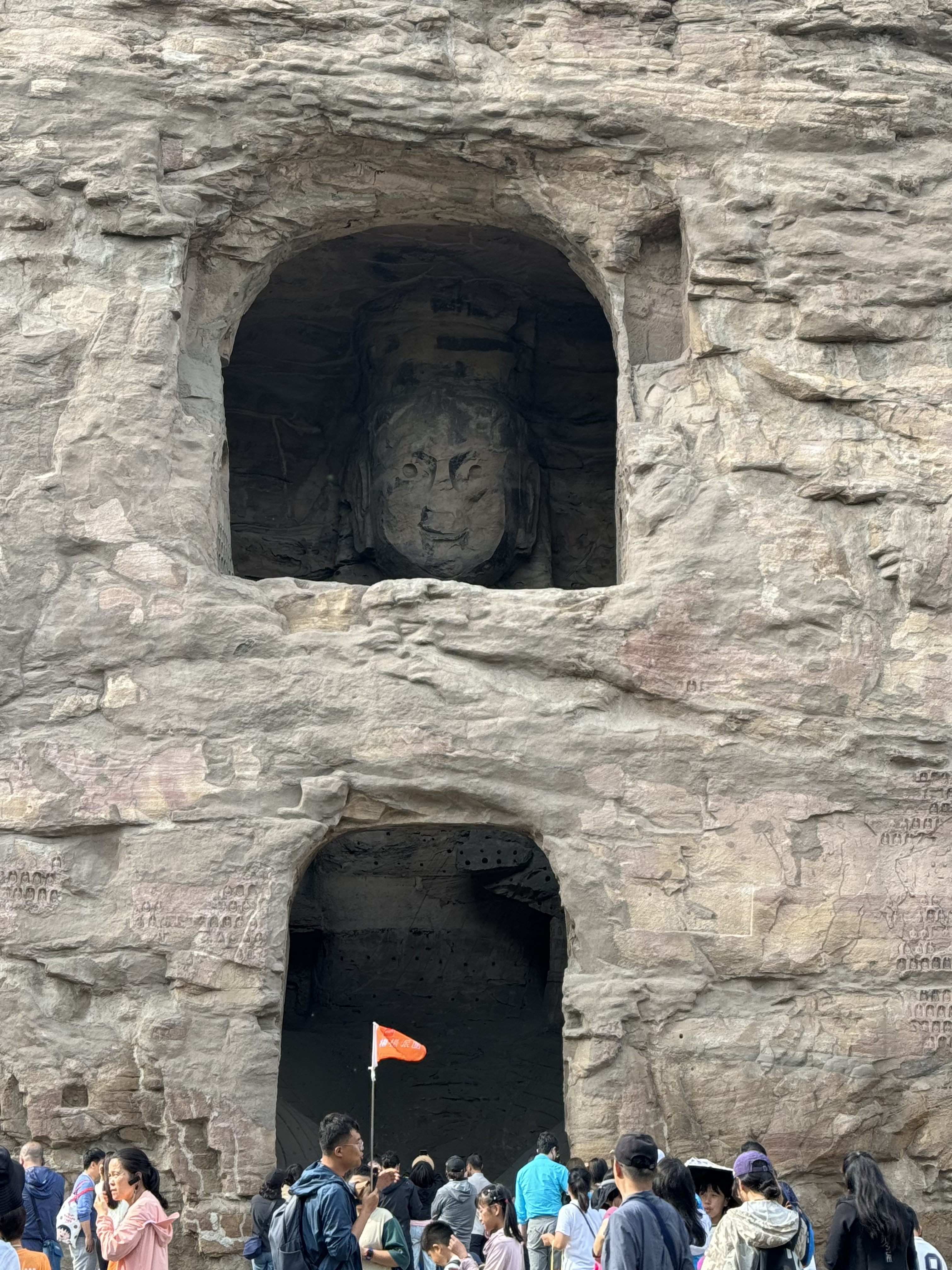
窟外望向窟内

### 第18窟

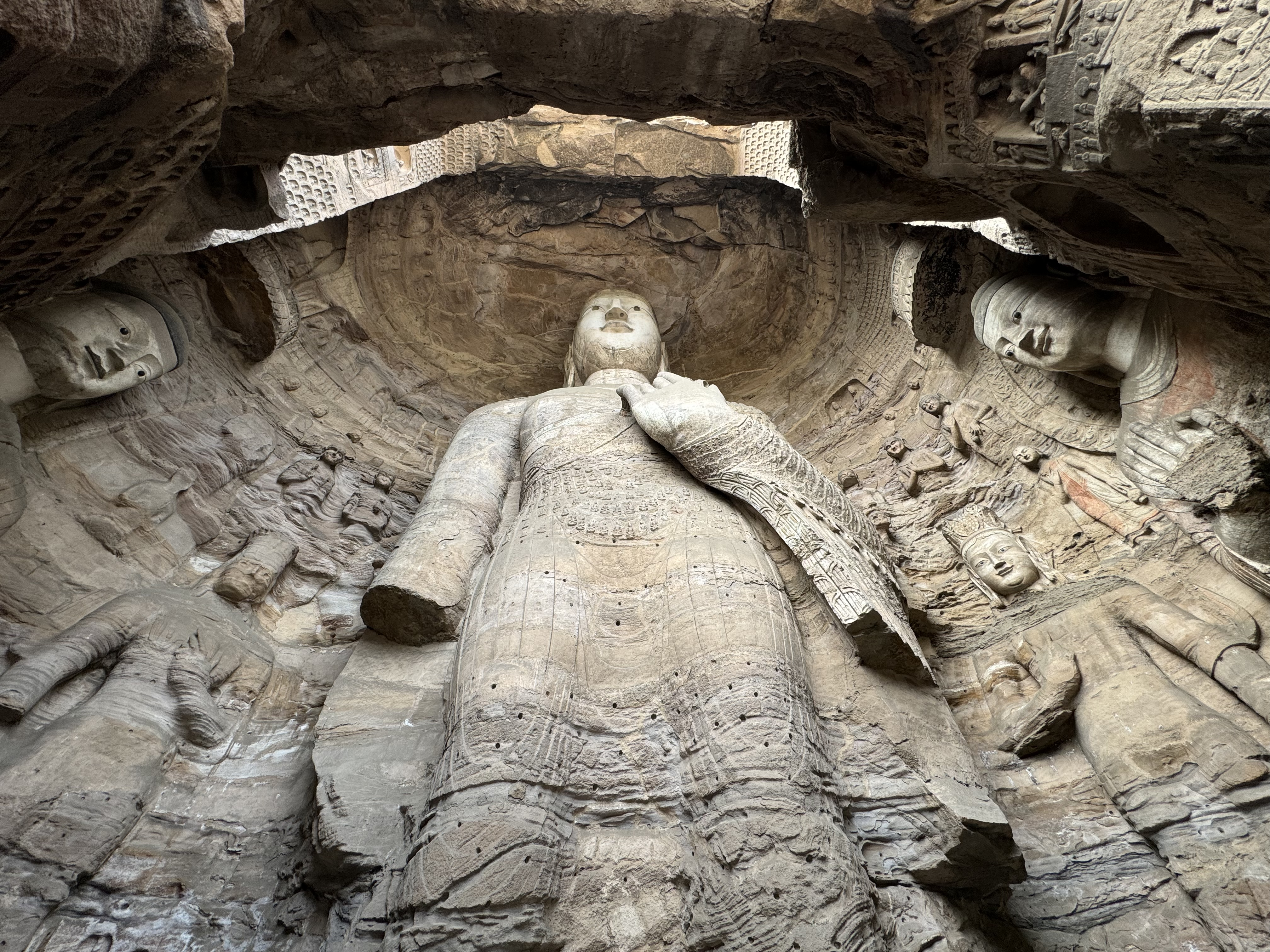
第18窟

主尊立佛高15.5米。佛像右臂下垂，手已崩毁。左手挽衣襟置于胸前，指间有蹼。代表佛陀32种好相中的“手足缦相”，即手指间长有如鸭鹅趾般的缦网纤维。为了稳固手指，小指与胸部连接处有镂雕短柱状的支座。佛右肩袈裟，浅直平阶梯式衣纹。僧祇支内衣雕饰精致的联珠纹与忍冬纹，具有波斯萨珊式（萨珊王朝为224年—651年统治伊朗的王朝）的艺术风格。 外衣有序排列千尊浮雕佛，佛手中呈花瓣状的衣端上面纵向雕刻了坐长茎莲的化生像。 此类身披千佛袈裟的佛雕像世所稀有。佛经中记载，毗卢遮那佛与释迦牟尼佛都可以遍身现千佛,“释迦牟尼佛，举身毛孔，放金色光，光中，有百亿化佛。诸分身佛，放眉间白毫大人相光，其光流入释迦牟尼佛顶。见此相时，分身诸佛一切毛孔，出金色光，光中，复有恒河沙微尘数化佛”《佛說觀普賢菩薩行法經》 （页面存档备份，存于）

窟内东西壁（左右壁）对称配置胁侍佛，胁侍菩萨以及十大弟子像，可惜西壁（左壁）造像风化损毁严重。东壁左胁佛立于高浮雕华盖下，嘴角用石青绘出绿色的胡须。左手自然下垂执衣角，右手上举, 指间有蹼。拇指和食指对捏呈圆形，另三指竖直，表示法轮印。主佛胁侍菩萨立于束帛高台上，头戴三面宝冠，正面圆盘内有一禅定坐佛。 佛两侧东和西壁上层各雕五弟子。弟子均为异域人的面孔特征，其高额深目，眼窝深陷，鼻梁高挺。此类异域面孔的弟子其他地方少见。

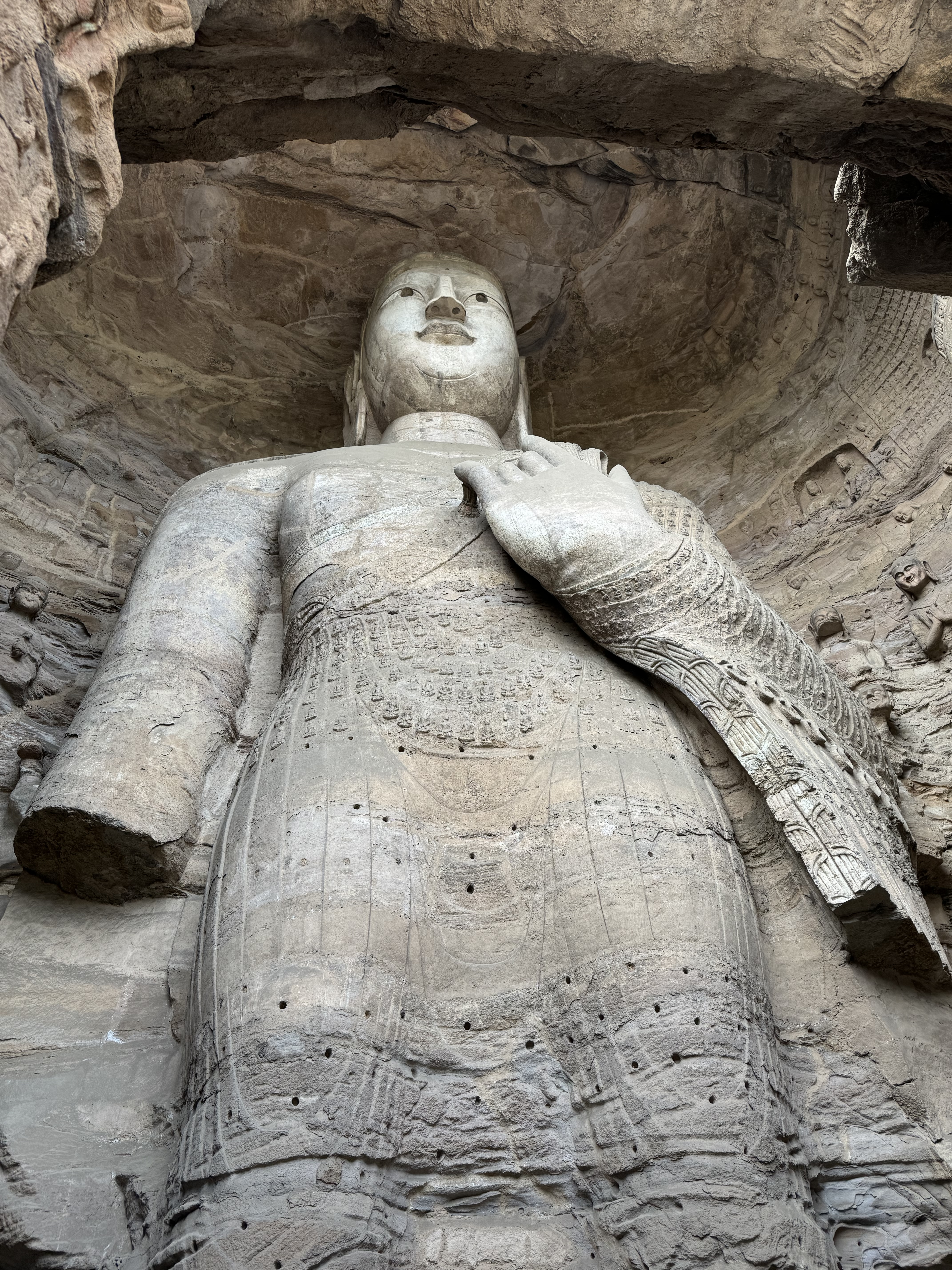
窟内主佛
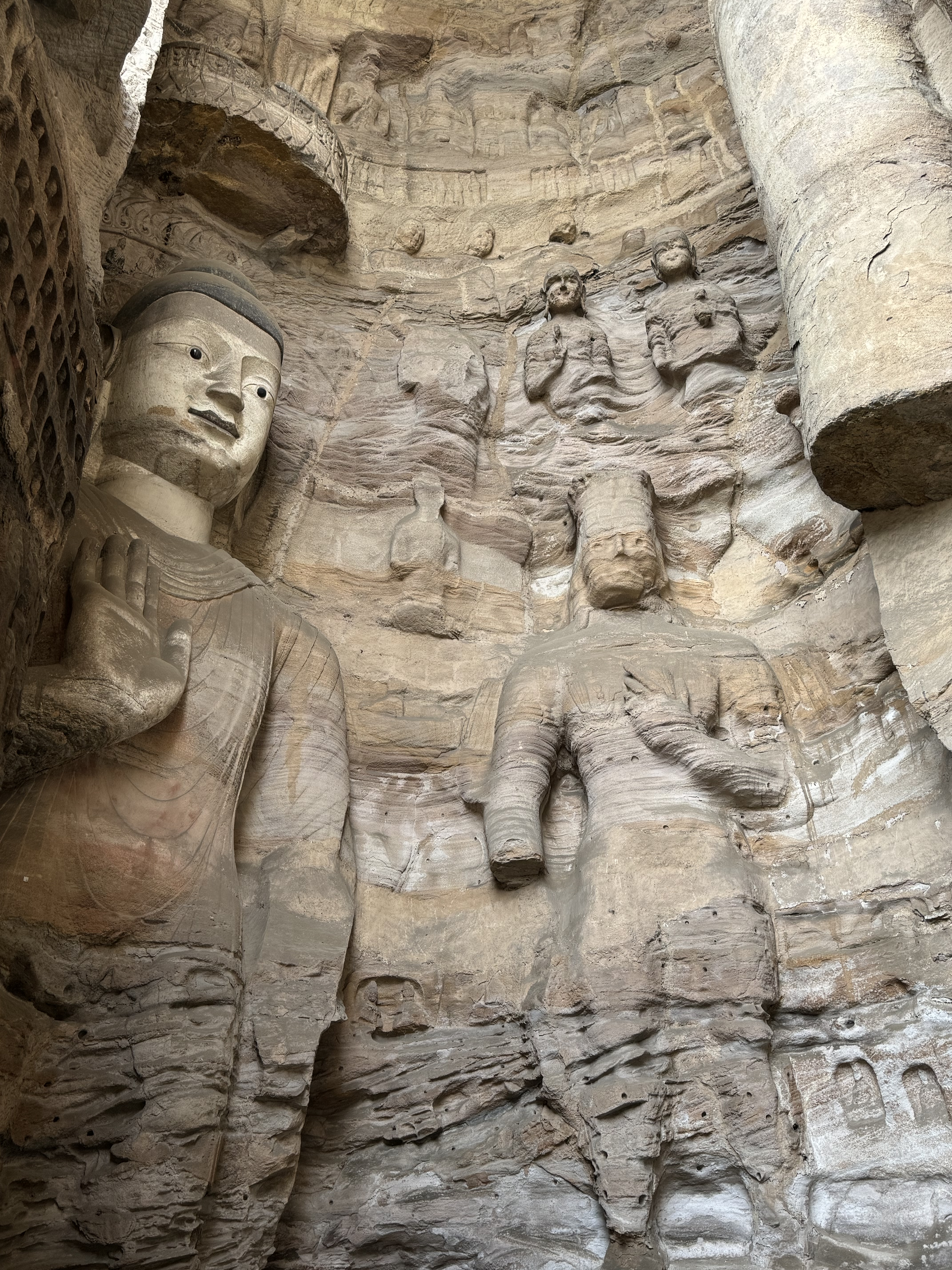
窟内左壁
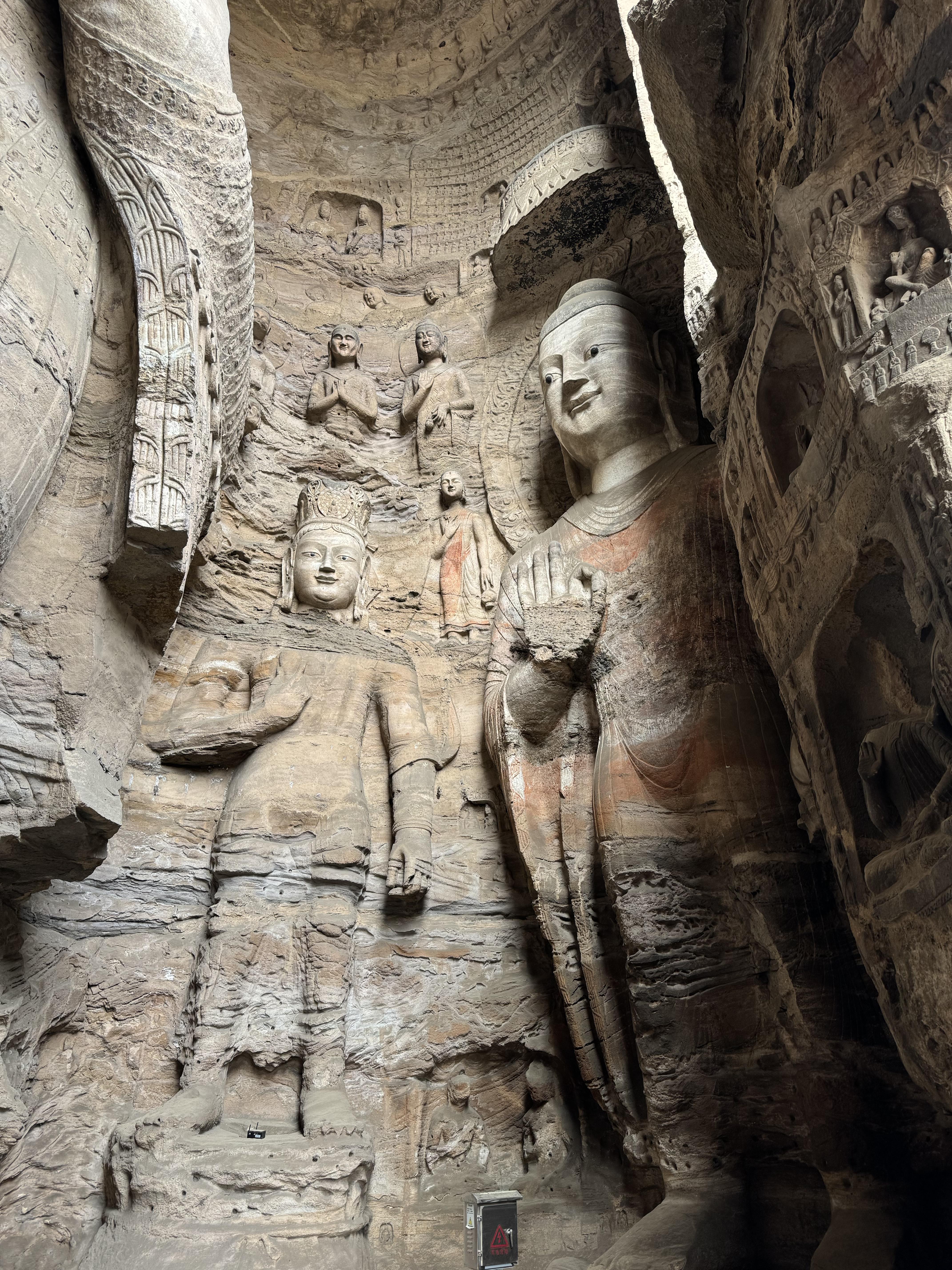
窟内右壁
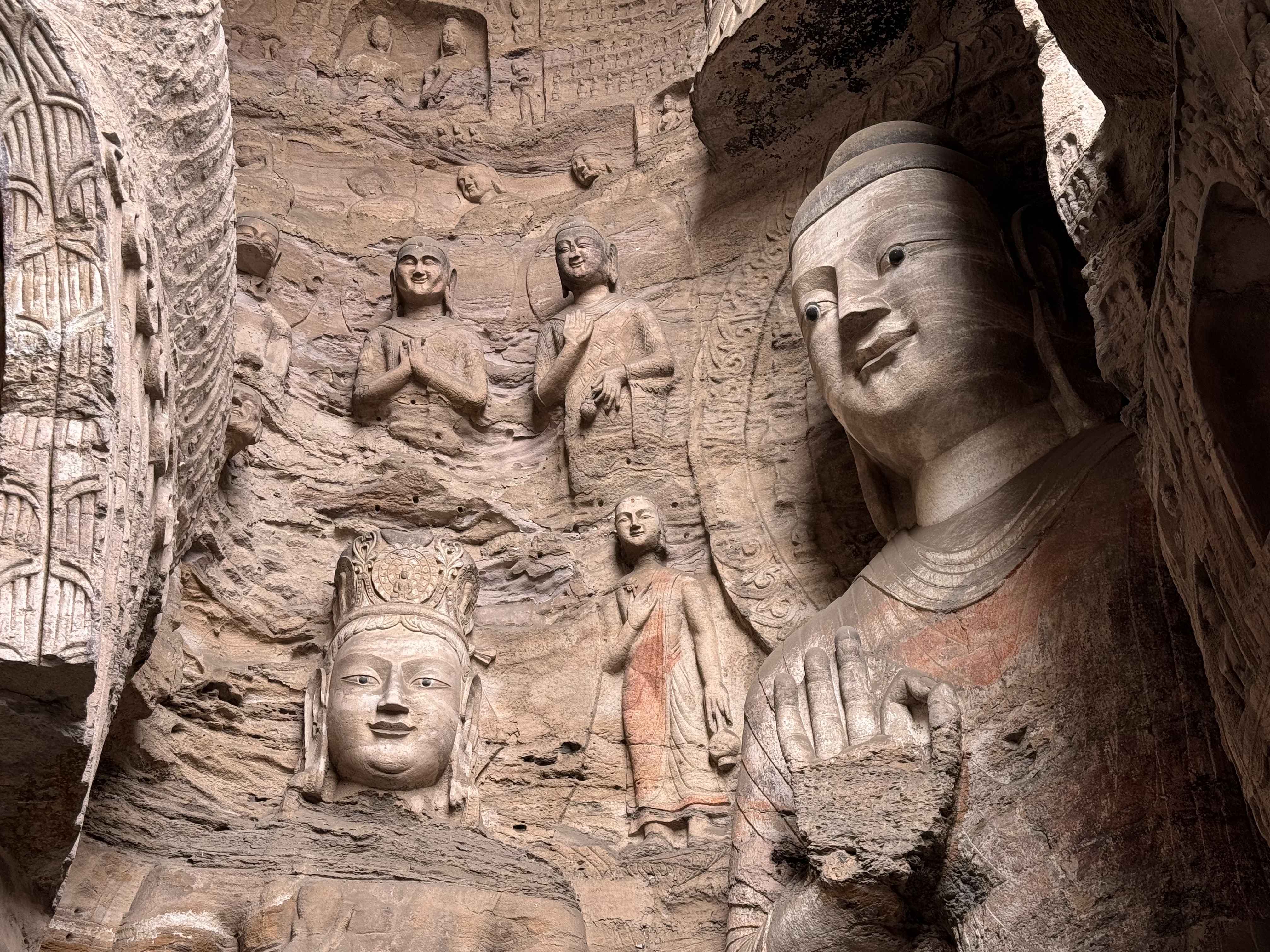
窟内右壁特写
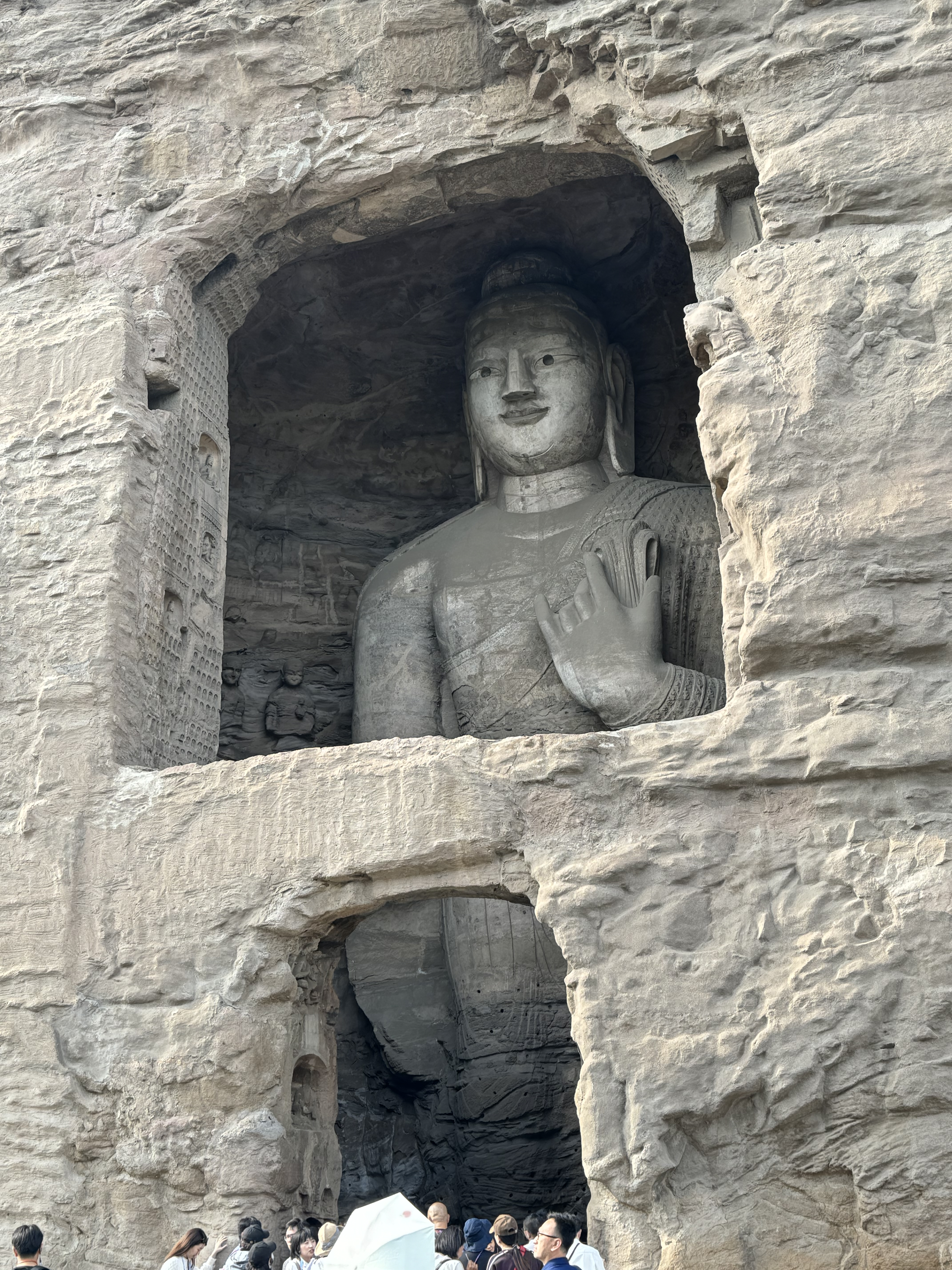
窟外望向窟内

### 第19窟

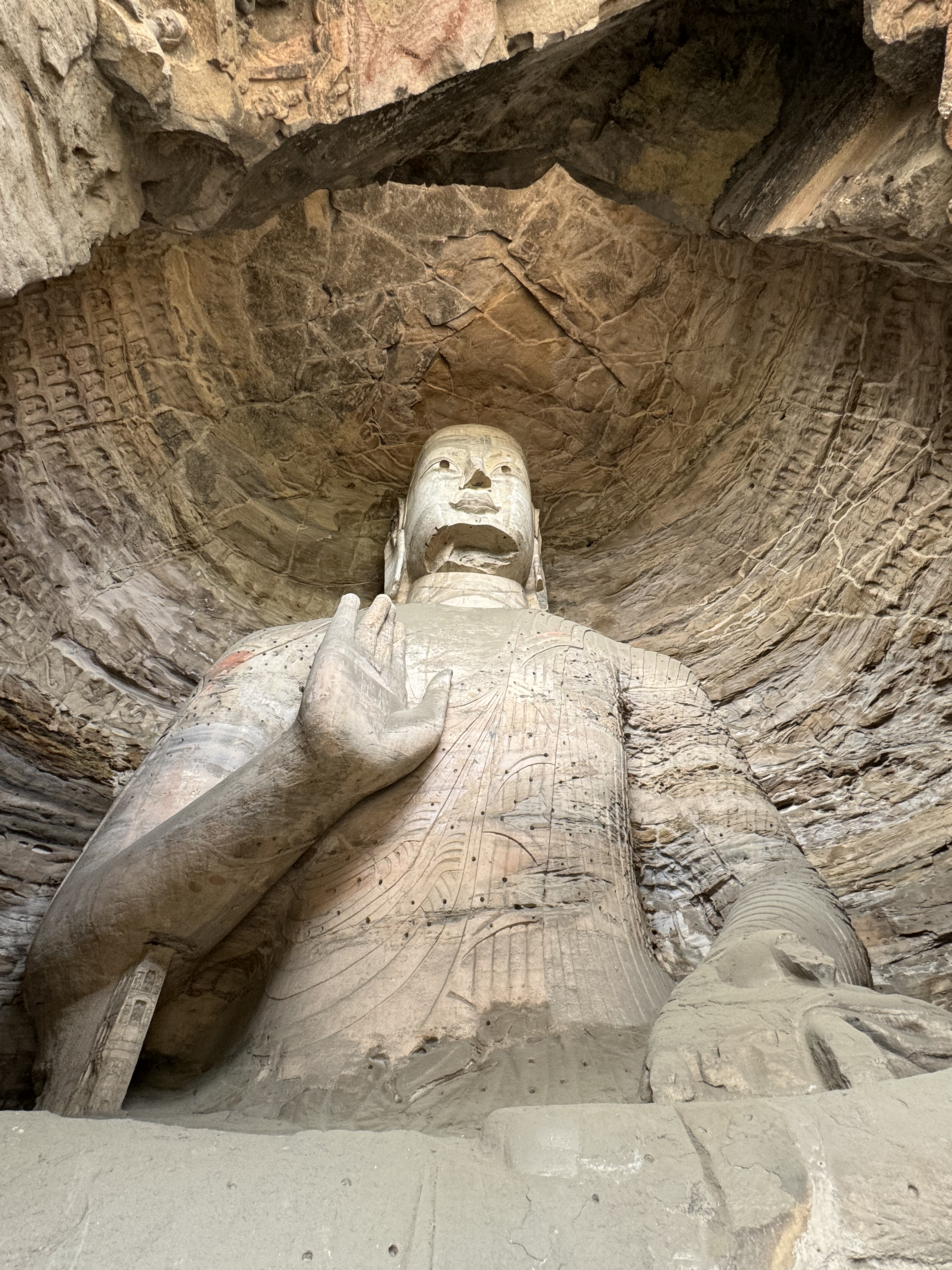
第19窟

该窟为县曜五窟中最大的一个洞窟，布局较为奇特。窟外东西（左右壁）两侧各开一耳洞，窟内各有一尊倚坐佛像。北壁主尊佛像结跏趺坐，高16.8米，为云冈石窟第二高佛像。佛尊下颌崩毁，举右手，肘下雕小柱支撑。佛搭覆右肩的袈裟边缘浅浮雕折带纹饰。 南壁有云冈石窟出现最早且画面最大的故事图“罗睺罗因缘”，画幅高3米。图中佛陀立于莲台上,身披通肩式袈裟。罗睺罗（佛十大弟子之一）单腿半跪，合掌礼佛。佛陀正以功德相轮之手摸罗睺罗头顶，为他授记。

窟外东耳洞佛像约与主窟同期完成。西耳洞受第20窟崩塌时的影响，窟门和明窗均坍毁。西耳洞中的佛像左手抚膝，右手上举，着褒衣博带式袈裟，为云冈中期佛像服饰样式。说明西耳洞的完工时间一直拖至中期较晚阶段。

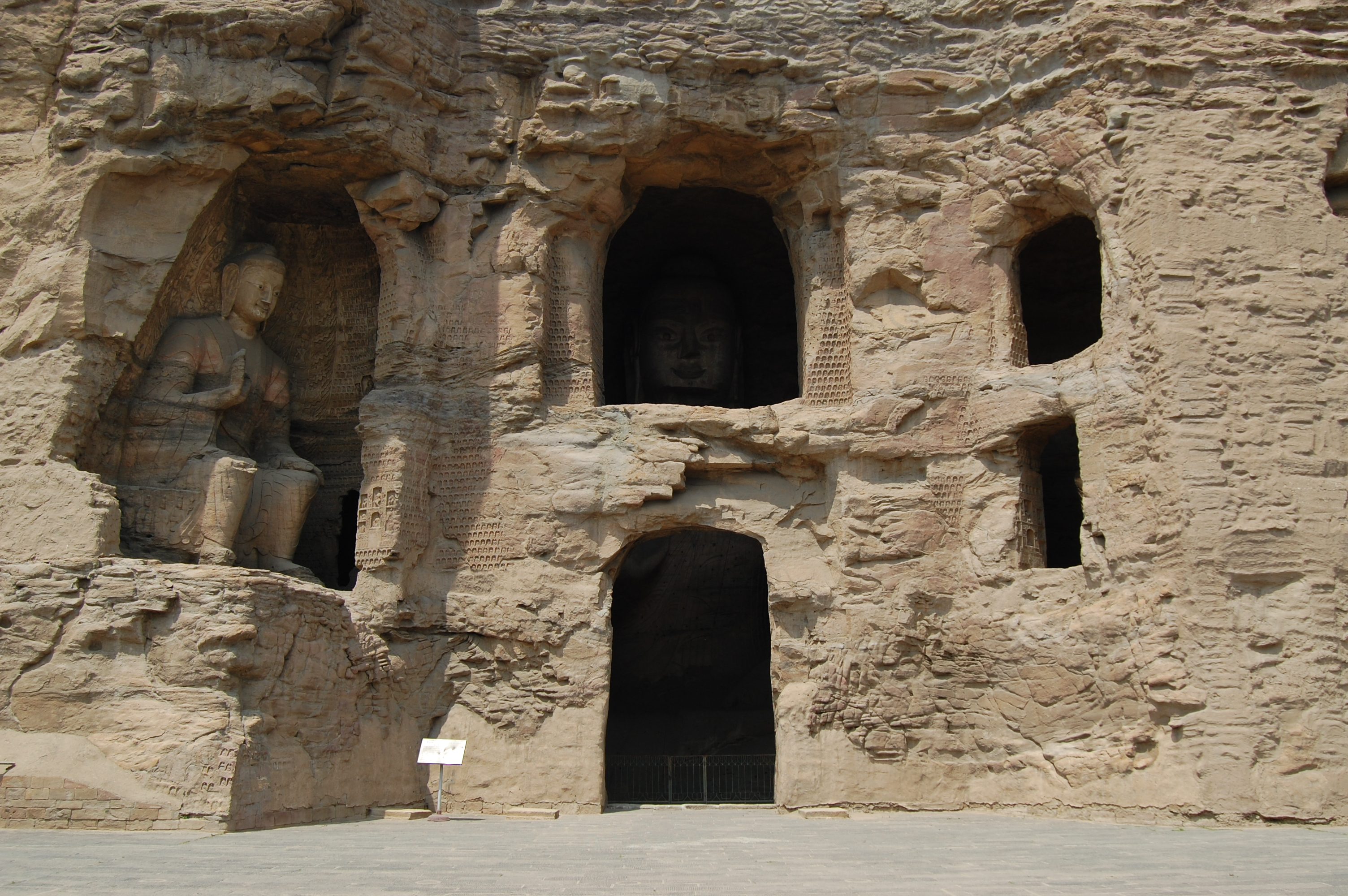
窟和二侧耳洞
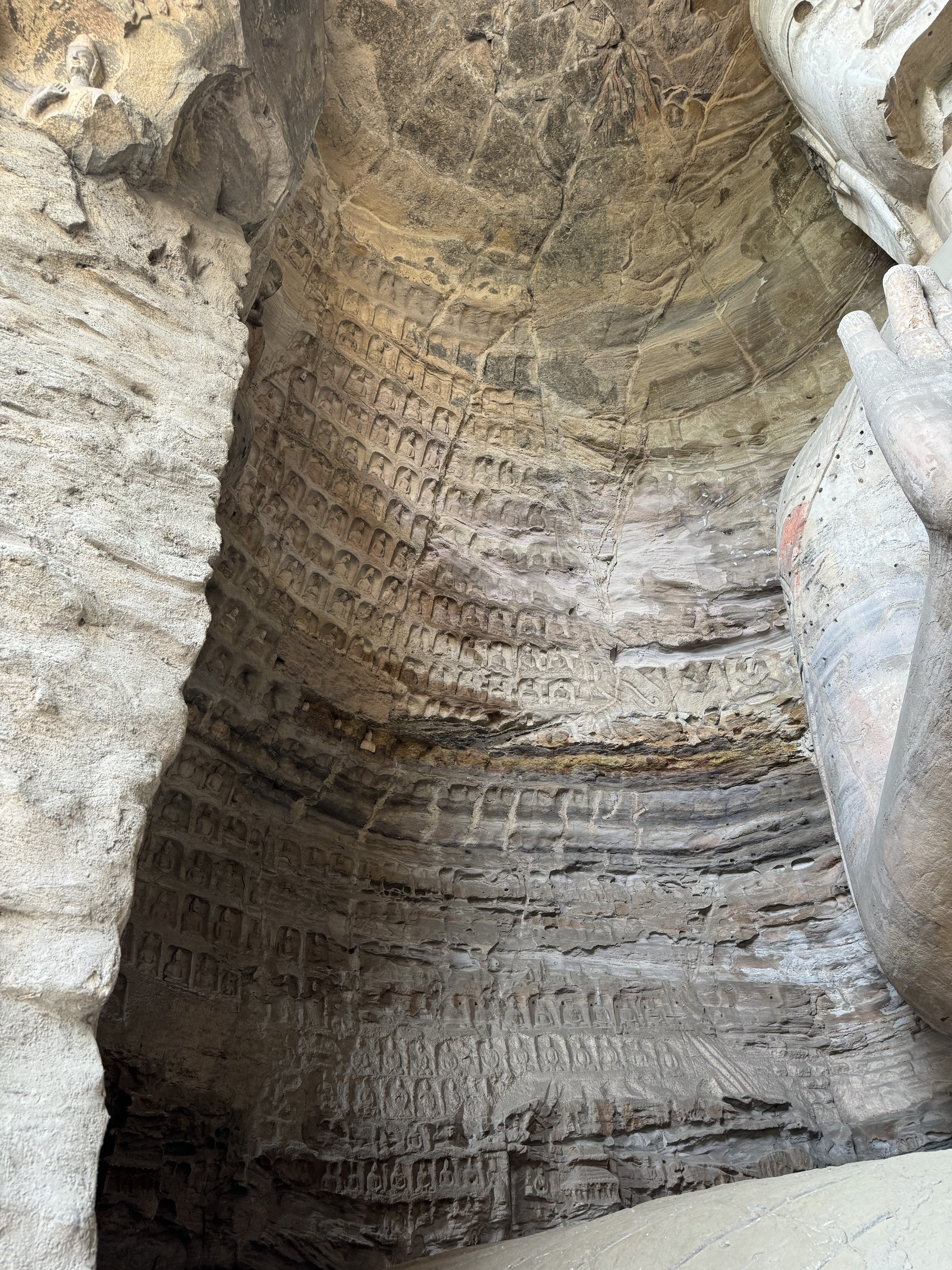
窟内左壁
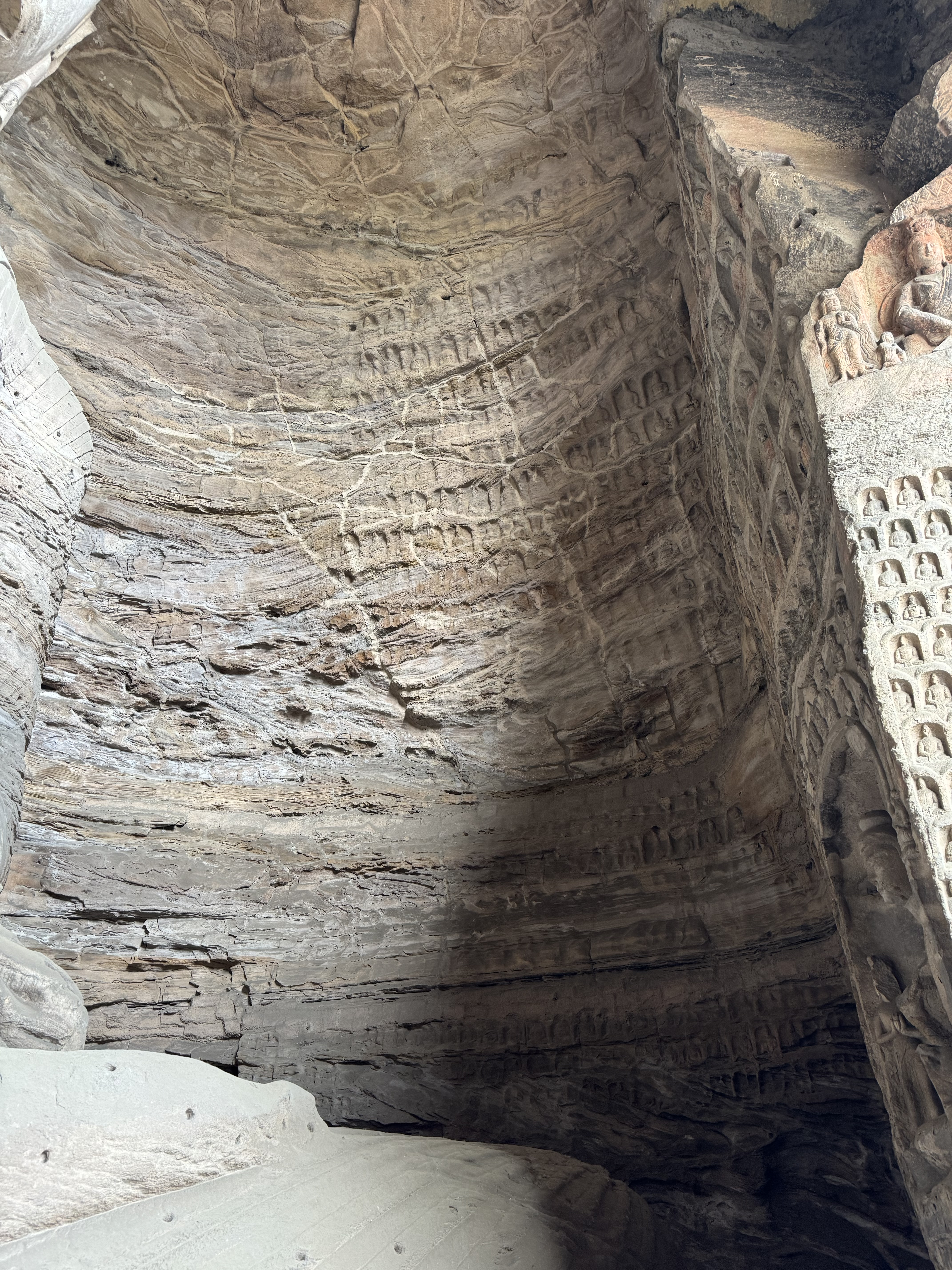
窟内右壁
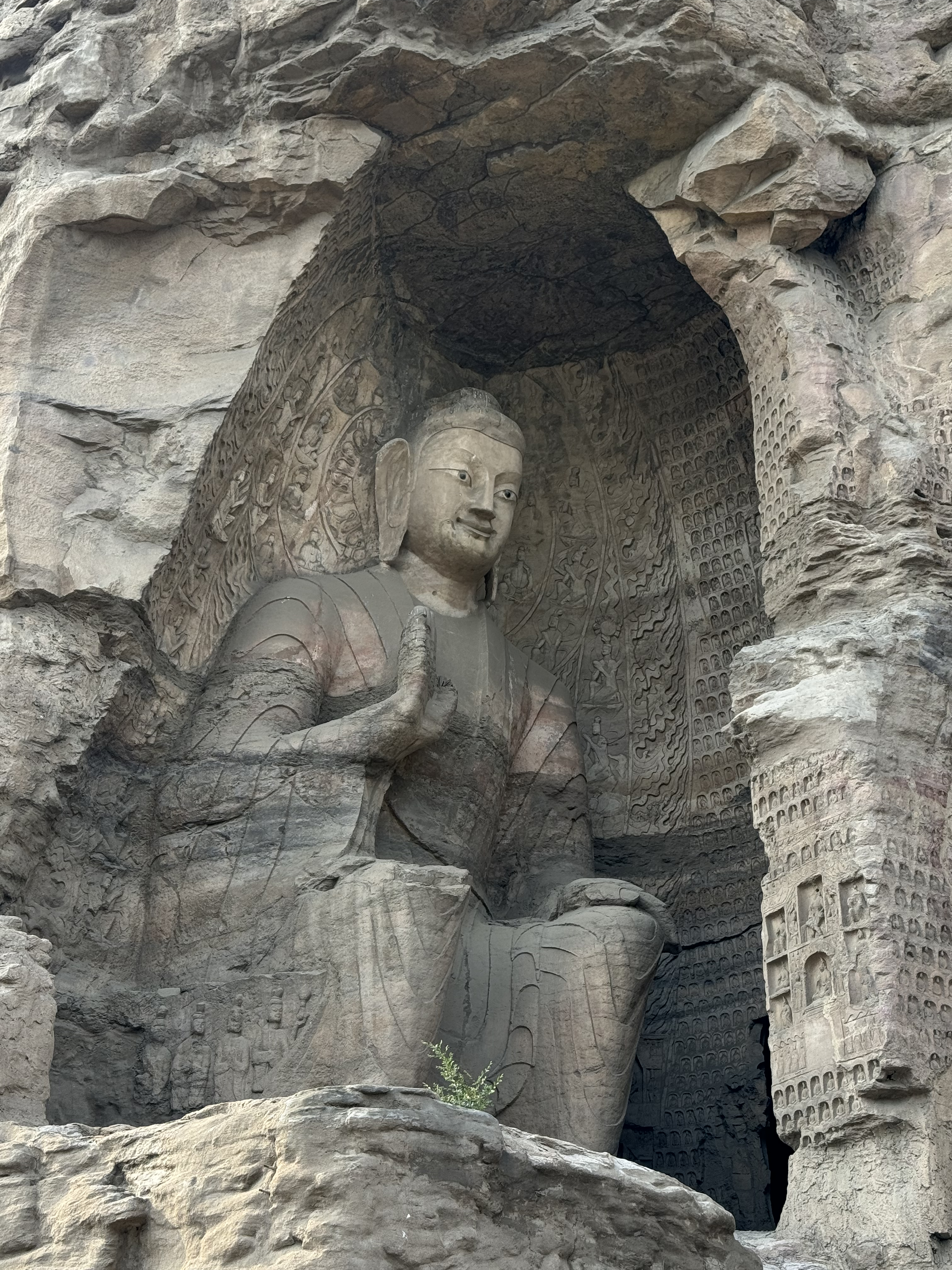
左侧耳洞
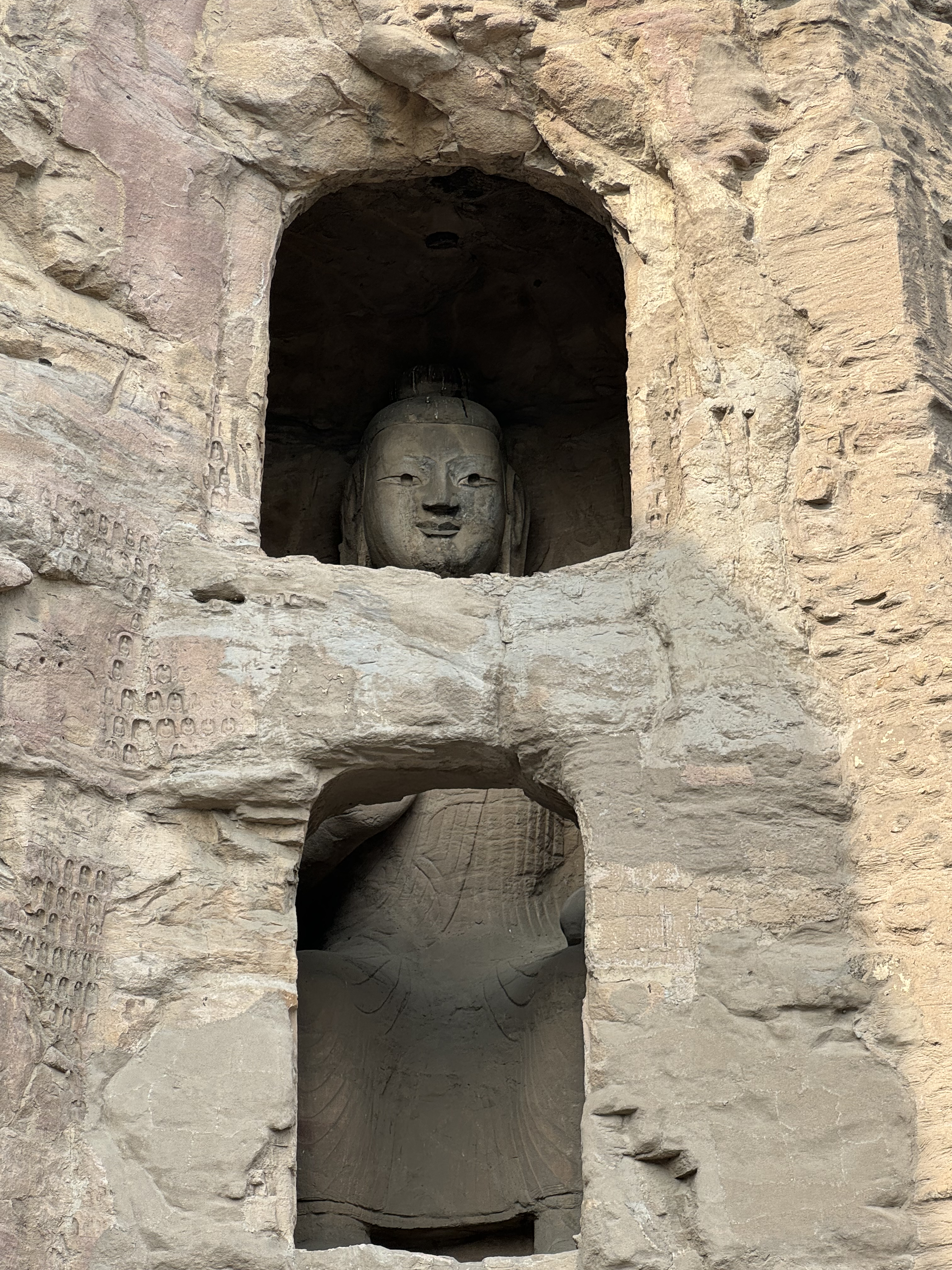
右侧耳洞

### 第20窟

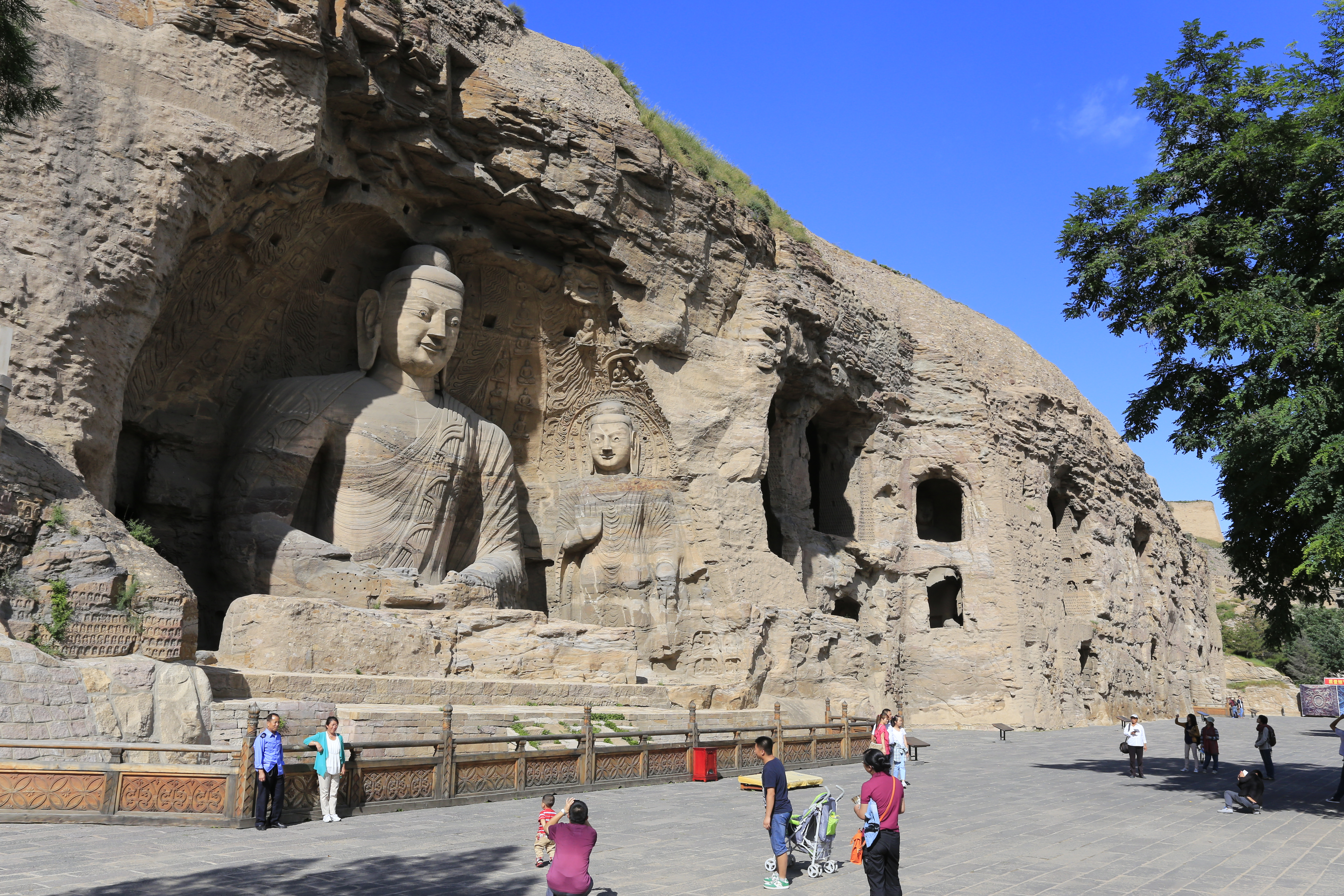
第20窟

该窟位于县曜五窟的最西端，露天大佛不仅成为云冈石窟的代表与象征，也是中国早期佛教雕刻艺术的杰作。 最初，该窟并非露天而是一座有窟顶，窟门及明窗的完整洞窟（类似于其余四窟）。由于外立壁后来的意外崩塌才导致佛像露天。大佛结跏趺坐，头顶有高肉髻，眉间有白毫，鼻翼高耸。其身着祖右式袈裟，质地厚重，较多地保留了中亚犍陀罗艺术的特点。大佛东西两侧各雕一立佛，一立菩萨。其中西面（左面）立佛及菩萨像仅存残迹。 
北魏时期第20窟建有台阶，但一直掩于淤泥中。20世纪90年代初窟前考古发掘时才被重新发现。在这里的历次地面清理发掘工作还出土了大量千佛石块和少量造像残件，包括部分辽代的沟纹砖地面和著名的北魏景明四年 (503年)比丘尼昙媚造像碑。第20窟前曾出土过大量千佛残件表明该窟外壁崩毁前曾布满千佛雕刻。在县曜五窟外壁雕饰千佛，是北魏迁都洛阳前最后一次大型皇家工程。既然如此，第20窟的坍塌时间就不会早于迁洛前（北魏太和十八年及494年，北魏都城由平城迁到洛阳）。第20窟坍塌原因和石质密切相关。紫红色的软松岩层横贯武州山中部，这种岩层结构疏松硬度低，抗风化能力弱且遇水后容易自行分解，石窟凡其经过之处均风化破裂严重。第20窟大佛胸部以下，东立佛颈部以下，均呈现出深褐色的碎渣状。脆松的泥岩层不足以支撑上方的重量，更无法支撑窟前建筑横梁对前壁造成的负荷。北魏延昌元年(512年)，一场震级估约8级，烈度约11度的大地震震中正在大同盆地。这次强震对造成第20窟龛像崩毁。今天第20窟的外观基本上就是维持了震后的样貌。 

#### 消失的西立佛
从现存西立佛的双脚及下方莲台残迹看，当时该像已竣工。其并未在坍塌事件中同时崩毁，而是造像自颈部以下遭遇了泥岩层（一种不适合开凿大像的石层）。大约在北魏永平末年(511-512)。 留居平城的官吏开始对西立佛进行抢险修复的大型工程,。他们已经将西立佛颈部以下和双腿以上遭遇的泥岩石全部切割下来，铺在窟前地面上并准备将适合雕刻的石块重新拼接到佛像身上（用新石块替换原先松散的岩块，连接稳固后再行雕刻）但延昌元年大地震发生导致倾圮的窟前建筑物掩埋了那些石块。强震过后，人们彻底放弃了修复西立佛的计划。那些石块后埋在地下长达1500年之久。

1992年的考古发掘中，在第20窟西侧的探方意外发现这130多块佛像衣纹石块。它们全部被掩在厚约1.4米的北魏红烧土中，呈东西向堆放。石块的雕刻手法娴熟与第20窟现存的东立佛衣纹样式一致。其证明延昌元年地震前西立佛身体雕刻部分已切割下来，等待修补后重新安装。 

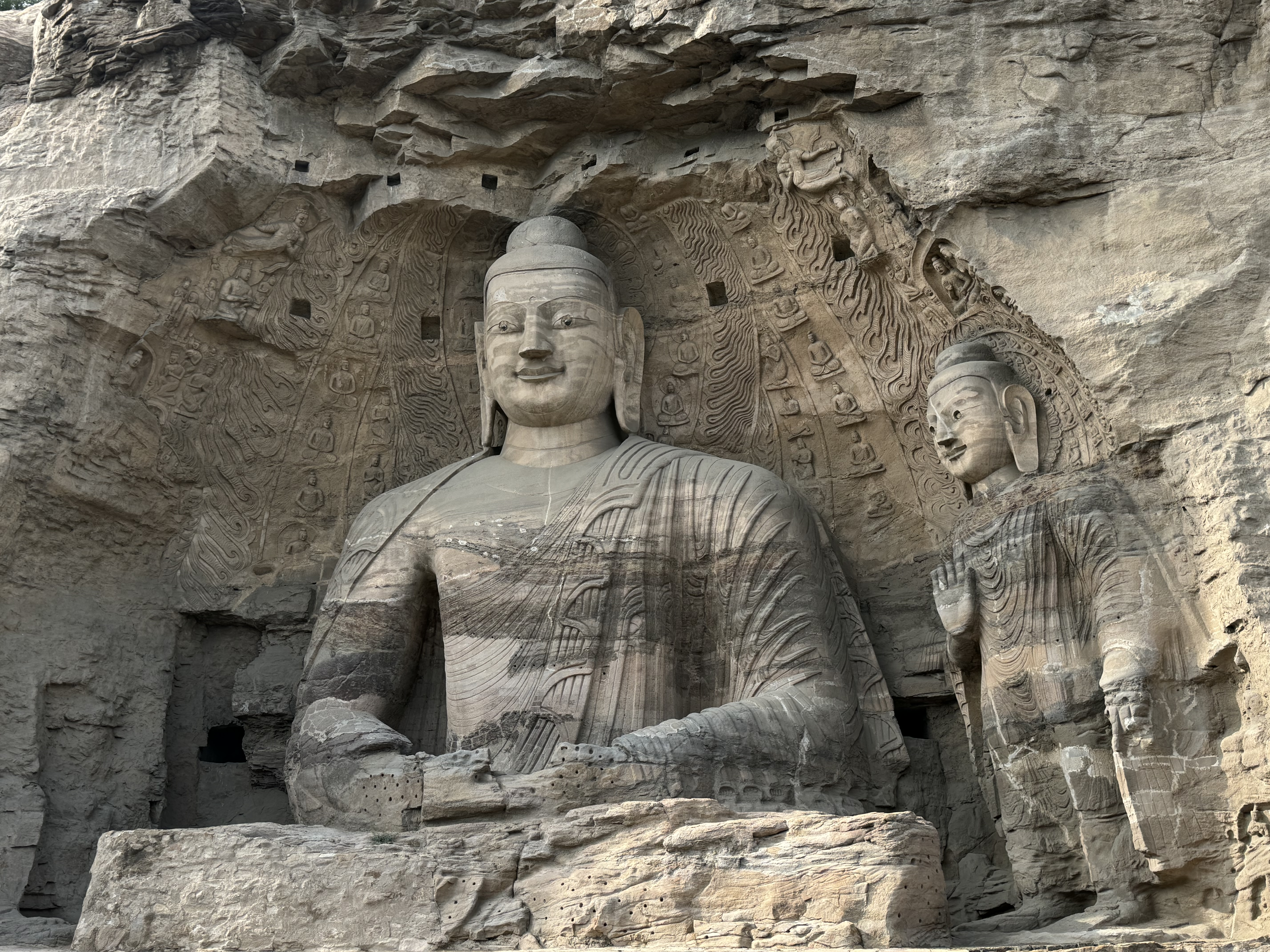
第20窟正面
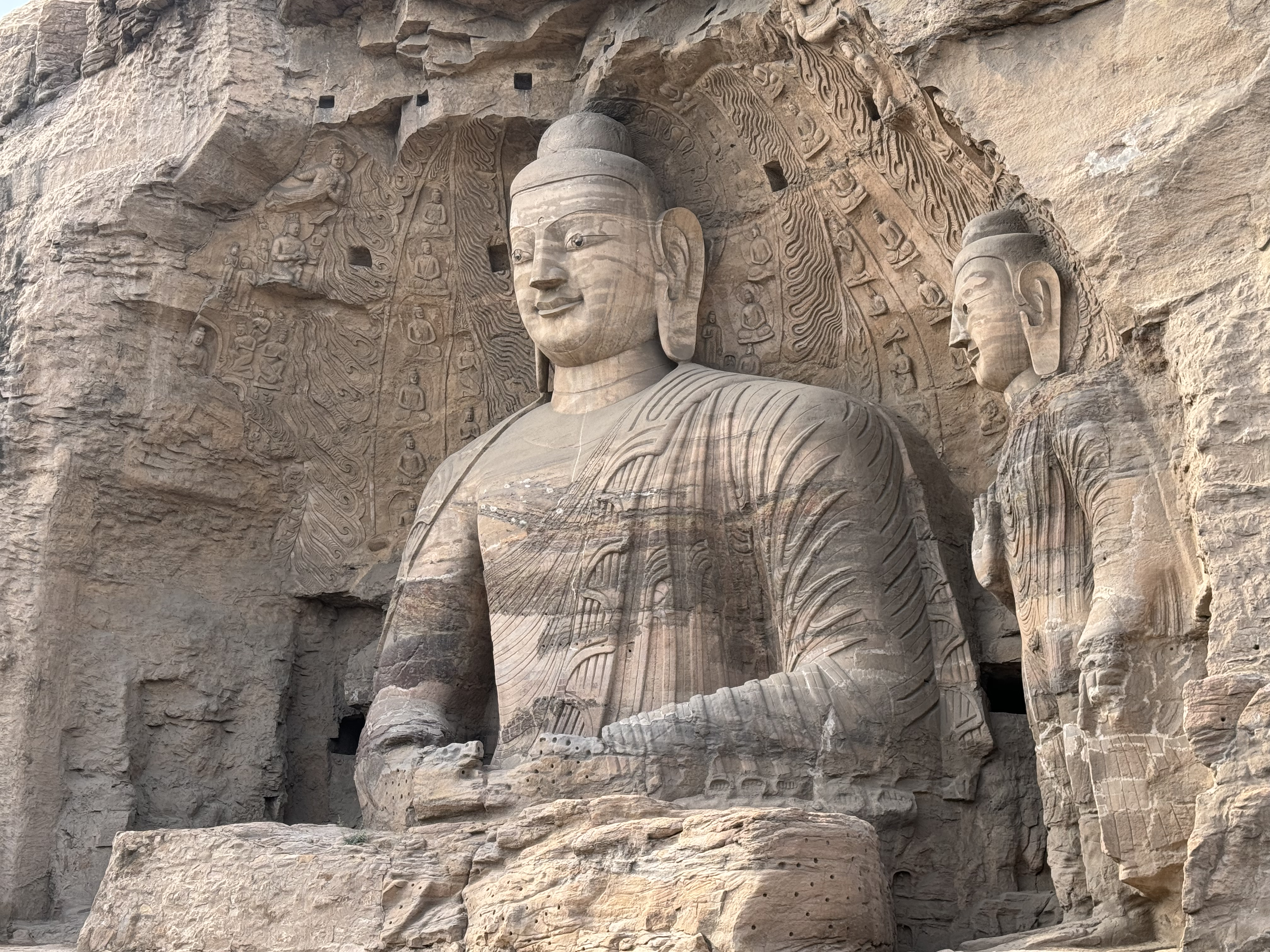
第20窟右侧
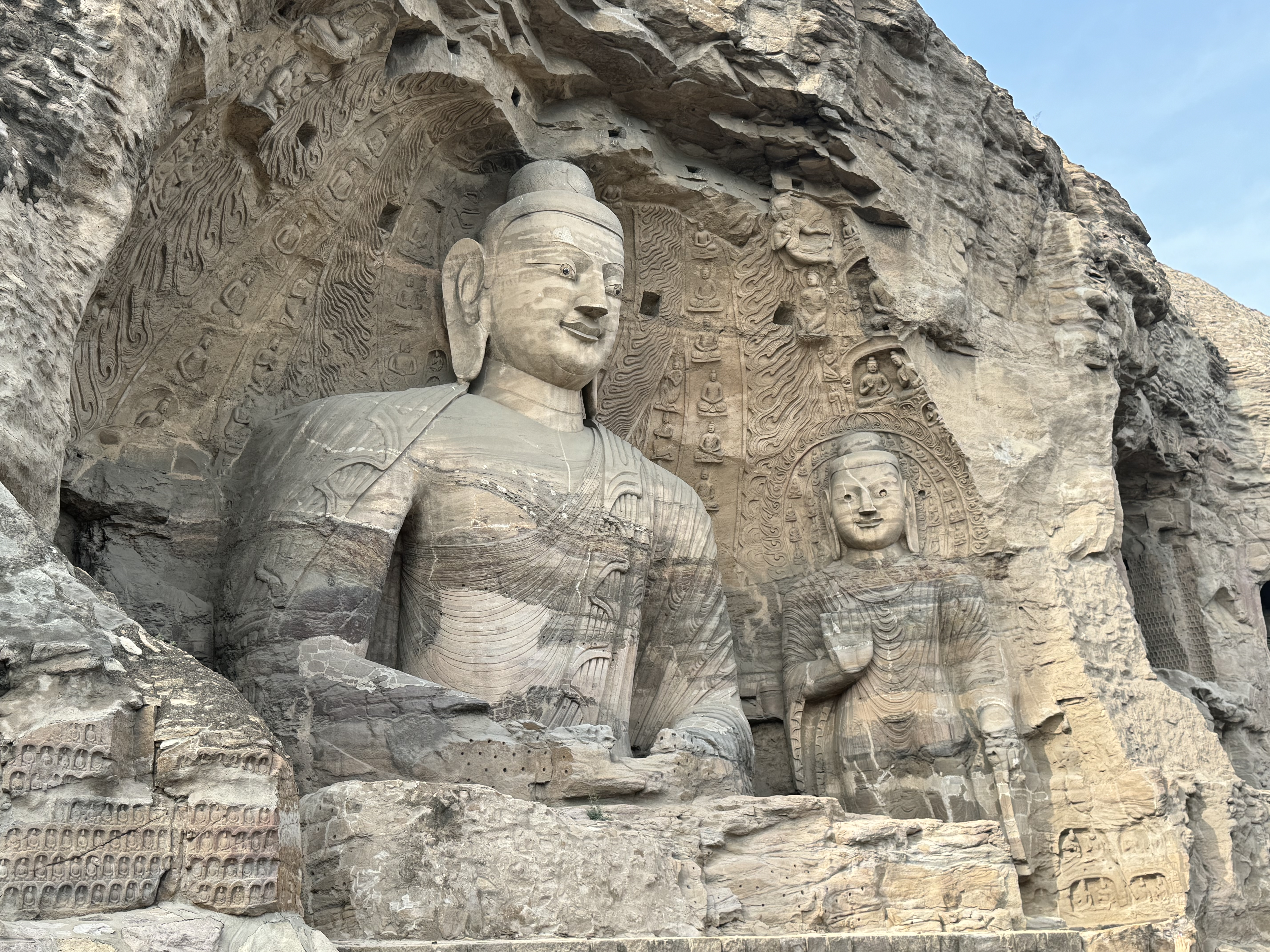
第20窟左侧
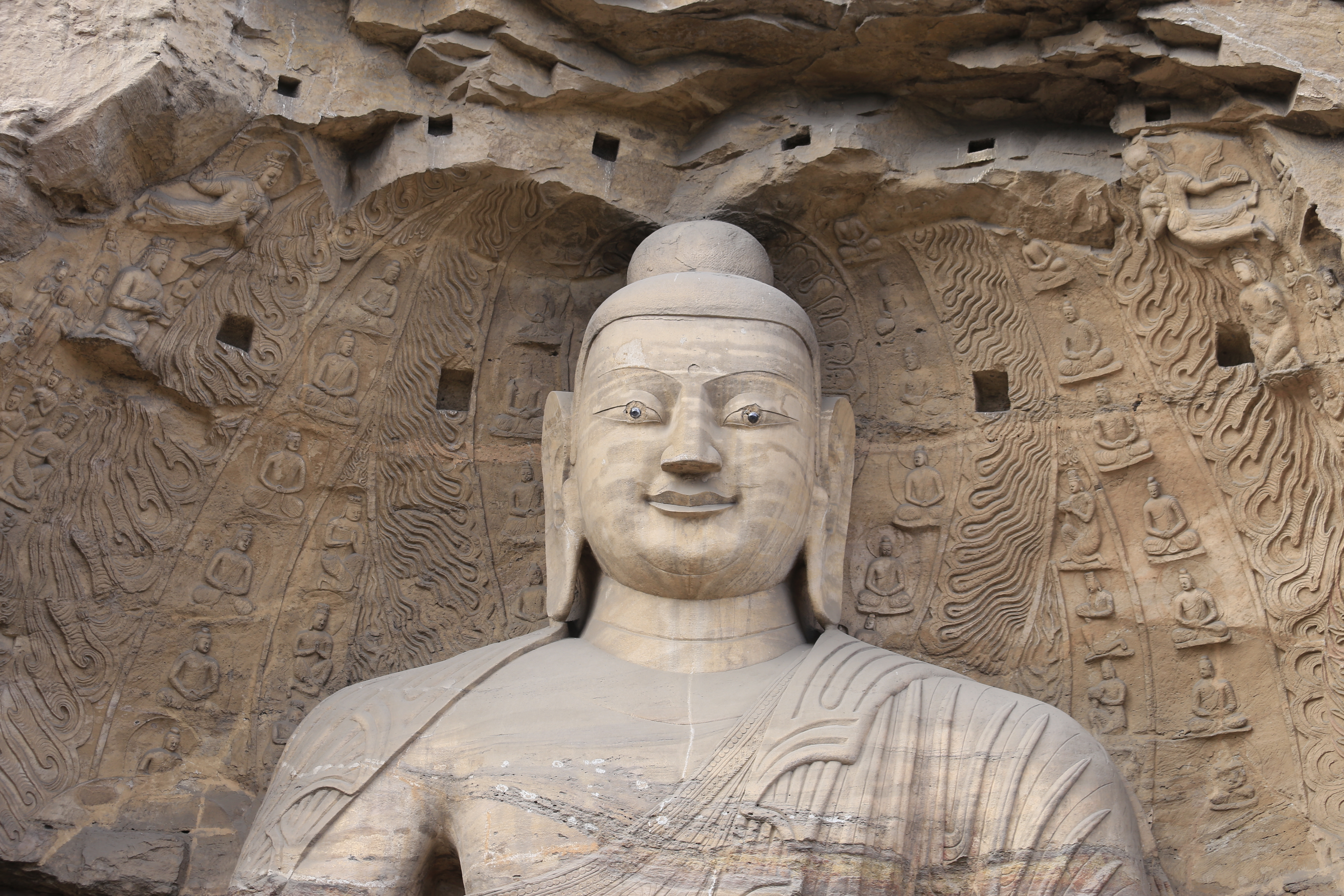
大佛正面
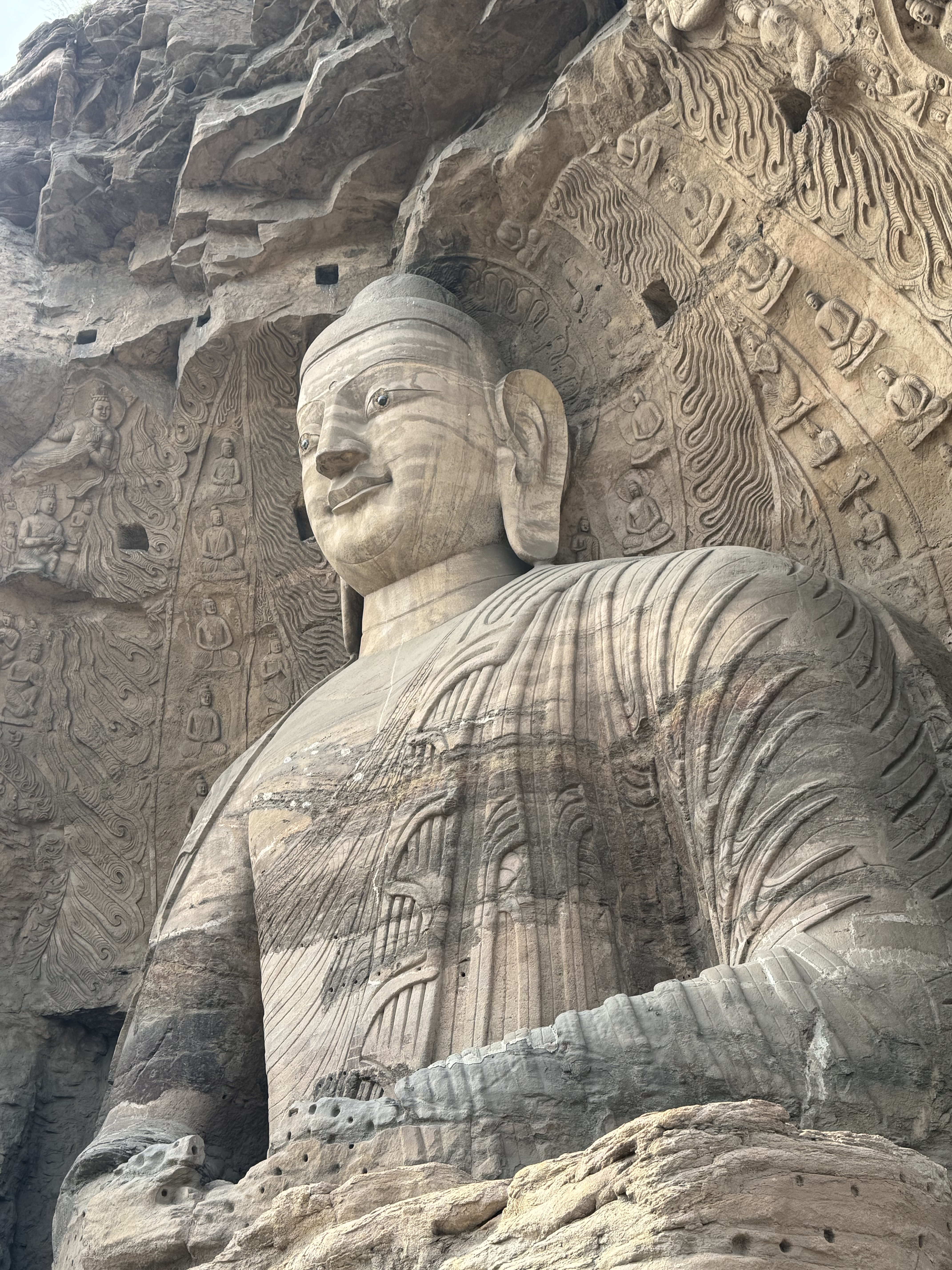
大佛仰视视角
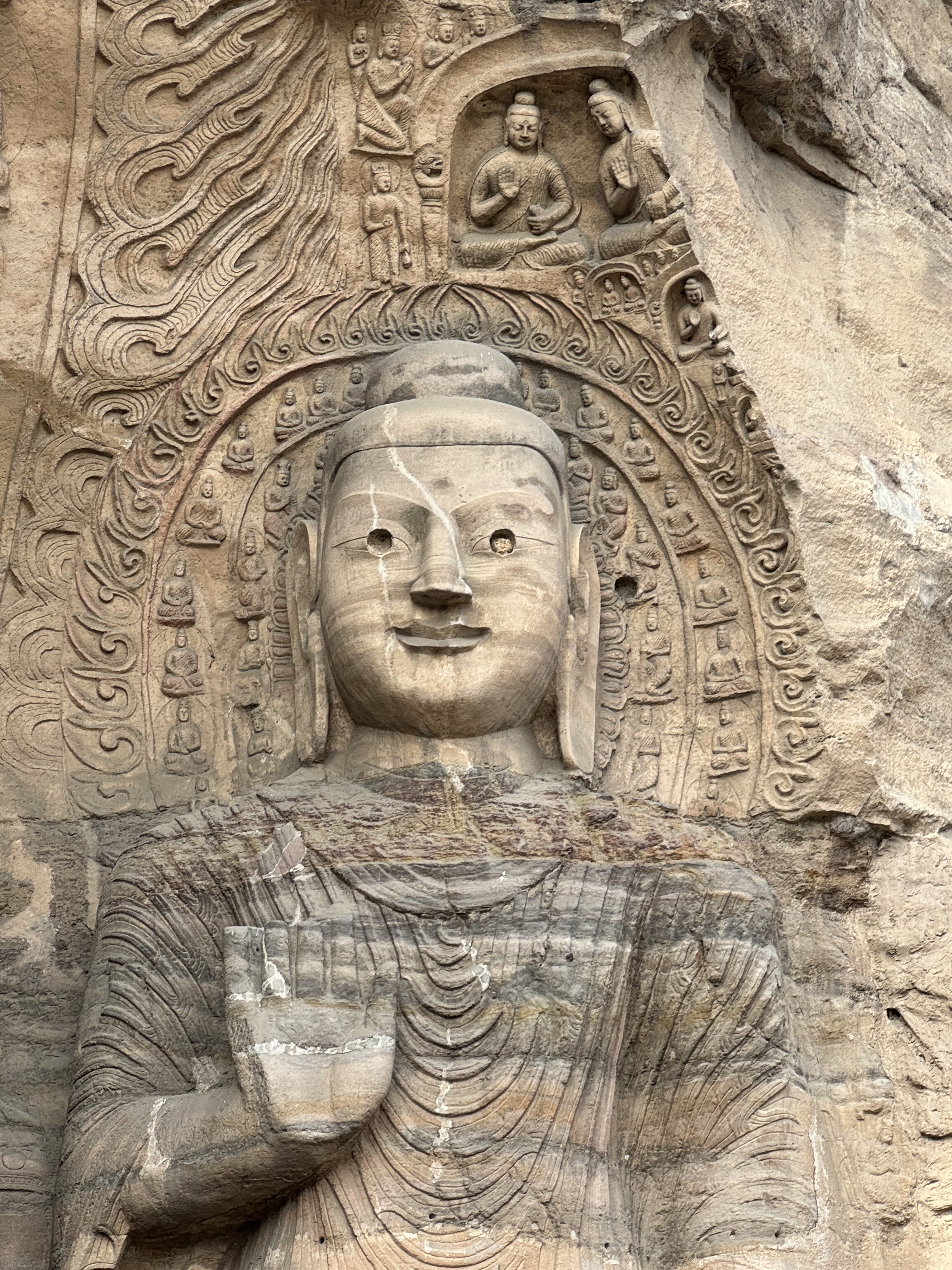
东立佛正面
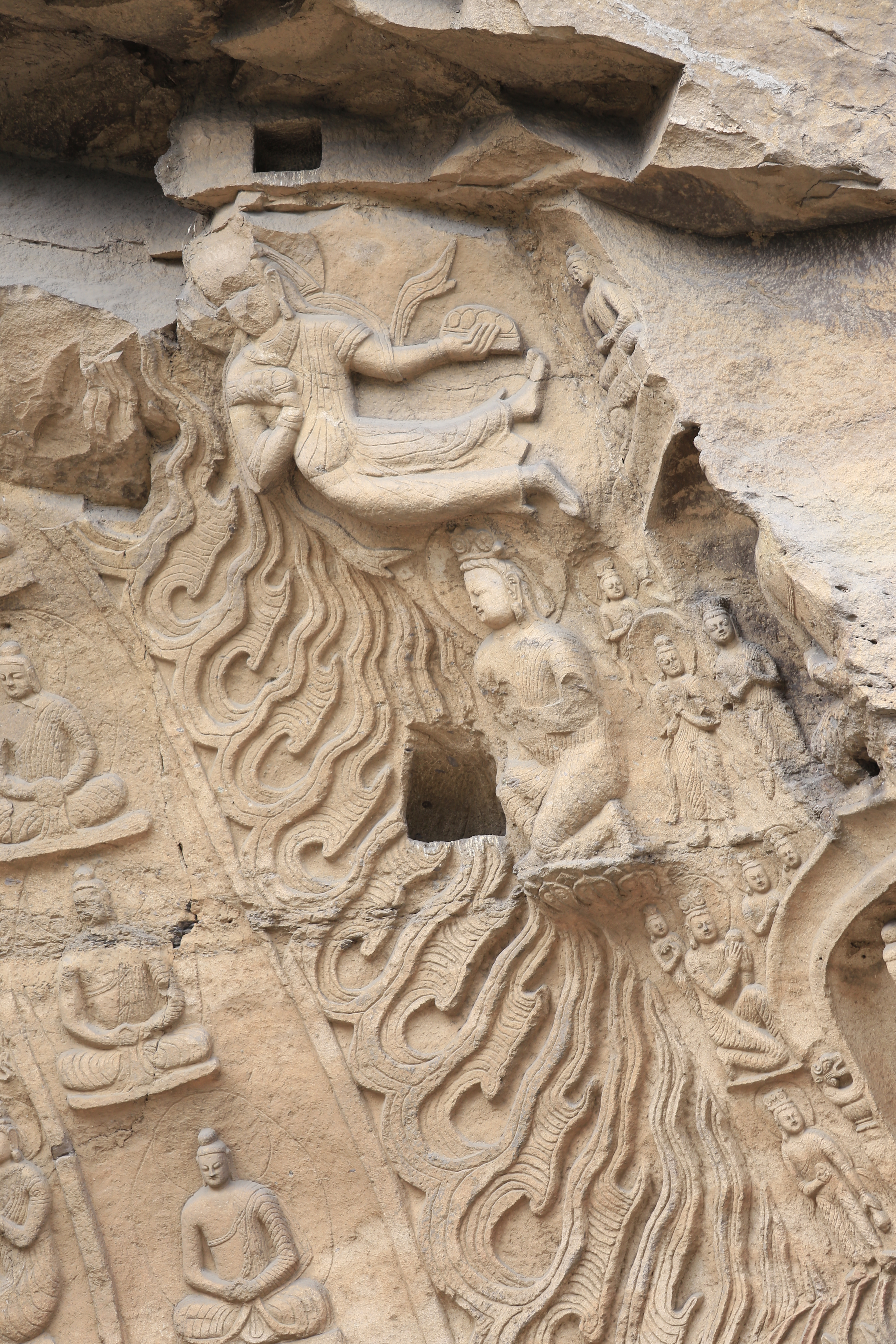
大佛右侧飞天
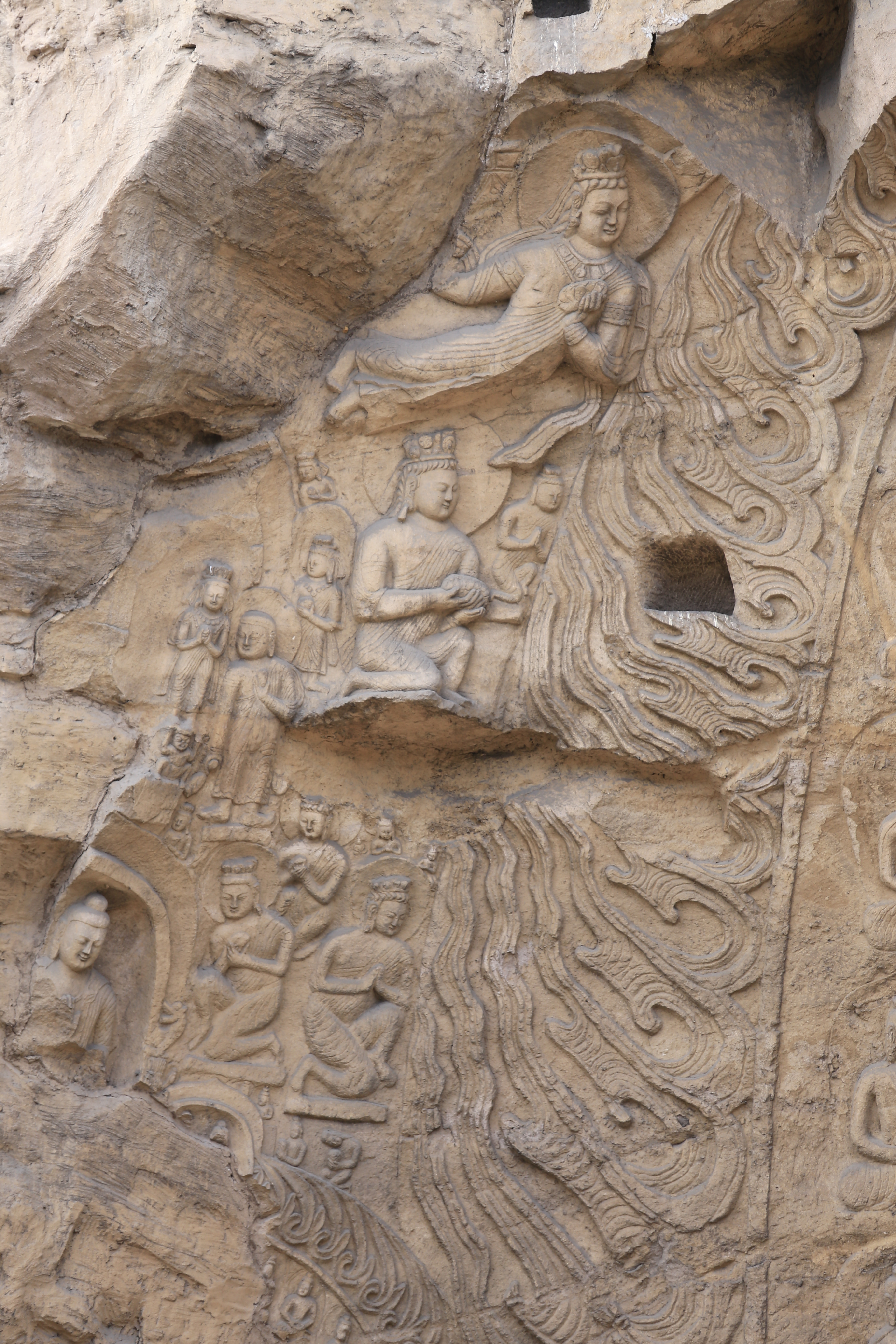
大佛左侧飞天
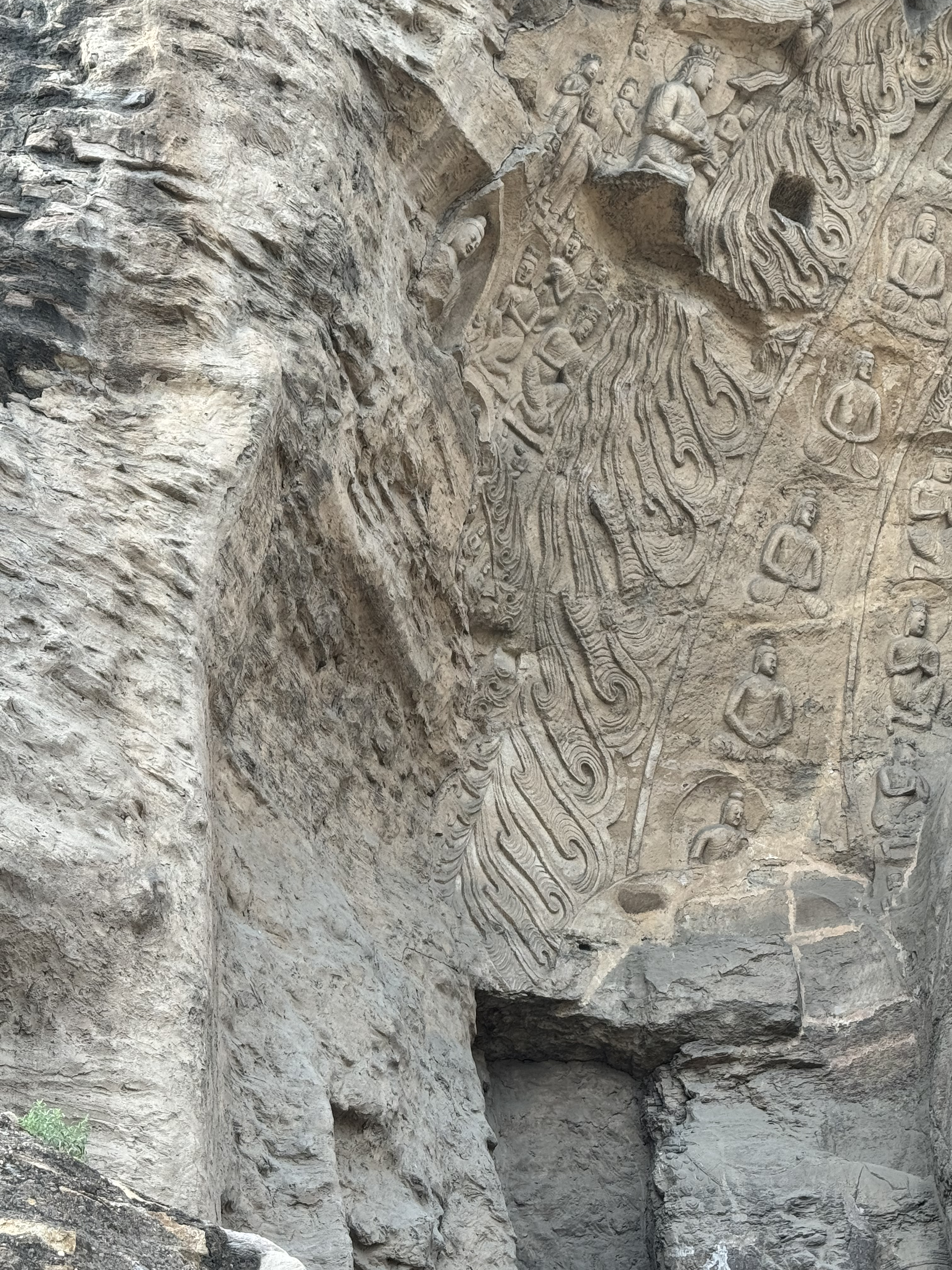
大佛左侧原西立佛位置
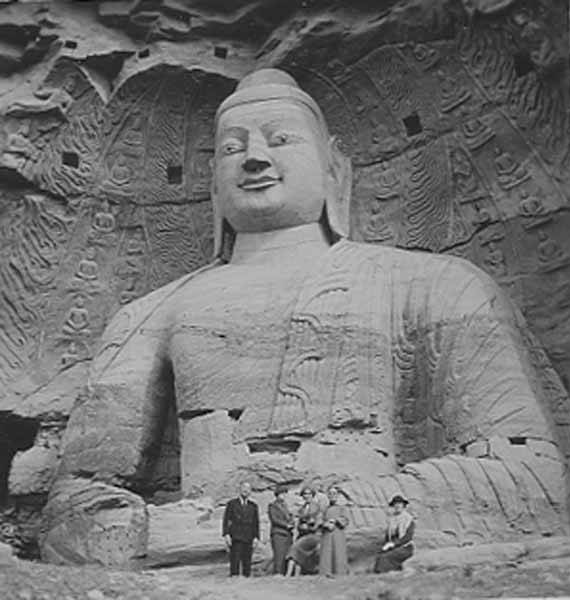
20世纪初时的大佛

## 分窟介绍
第一窟、第二窟位于石窟群东端，两窟并列，同期开凿，窟内布局相似，中央均有方形立柱。
第三窟是云冈最大的石窟，窟分前后两室，断崖高25米，中上部凿有12个方孔。后室雕一佛二菩萨像，从雕造手法判断，应为隋唐时期的作品。
第四窟紧邻第三窟，中央雕方形立柱。
第五窟、第六窟并列，窟前分别建有五间四层木构楼阁。第五窟窟内佛像高17米，是云冈石窟最大的雕像。第六窟中央是连接窟顶的塔柱，高达15米，两层，塔柱与周壁上雕刻有释迦牟尼佛传教事。
第七窟、第八窟并列，窟前建有三层木构窟檐。第七窟后室正壁刻有菩萨像。第八窟窟内两侧有鸠摩罗天，东侧刻有摩醯首罗天。
第九窟、第十窟并列，同期开凿，均分前后两室。
第十一窟至十三窟并列。第十一窟中央有直达窟顶的方形塔柱，四面雕有佛像，东壁有北魏太和七年造像题记。第十二窟正壁上端刻有伎乐天人形象。第十三窟正中端座一尊交脚弥勒佛像，高12米多。
第十四窟雕像多已风化。
第十五窟雕有一万余尊小佛坐像，人称万佛洞。
第十六窟至二十窟即“昙曜五窟”。
第十六窟窟形椭园，中间主佛立于莲座上，周壁雕有千佛与佛龛。
第十七窟有交脚弥勒佛倚于须弥座上。
第十八窟佛立像高达15米多。
第十九窟有一尊佛坐像。
第二十窟外侧的檐柱已坍塌，成为露天造像，主佛胸以上部位保存较完整，脸型丰满圆润，双耳垂肩，双目有神，面目慈祥，雕饰精美，刚健雄浑，是云冈石窟中最富有代表性的作品。
第二十窟以西诸窟为北魏迁都洛阳之后所凿，规模均较小。
- 第2窟、第1窟
- 第1窟内部
- 第2窟内部
- 第3窟
- 第3窟内部
- 第4窟
- 第6窟、第5窟
- 第8窟、第7窟
- 第7窟～第13窟
- 第14窟～第20窟
- 第16窟内部
- 第17窟内部
- 第18窟内部
- 第20窟、第19窟
- 第19窟内部
- 第20窟
- 第20窟
- 第20窟
- 第21窟及以西石窟
- 第39窟

## 立法保护
2018年3月1日大同市第十五届人民代表大会常务委员会第十二次会议通过，2018年5月31日山西省第十三届人民代表大会常务委员会第三次会议批准《云冈石窟保护条例》，2018年8月1日施行。以地方性法规的形式立法保护云冈石窟。

## 延伸閱讀
- 阎文儒. . 广西师范大学出版社. 2003: 344. ISBN 9787563339396.
- 石松日奈子：〈云冈中期石窟新论——沙门统昙曜的地位丧失和胡服供养人像的出现 （页面存档备份，存于）〉。
- 「雲岡中期石窟新論―沙門統曇曜の失脚と胡服供養者像の出現」（石松日奈子著, 『MUSEUM』第587号, 2003年12月, 第16回國華賞受賞）
- 「雲岡石窟 : 西暦五世紀における中国北部仏教窟院の考古学的調査報告: 東方文化研究所調査」 水野清一, 長廣敏雄共著,京都大学人文科学研究所雲岡刊行会,1952-1975年
- James O. Caswell. . Vancouver: University of British Columbia Press. 1988. ISBN 0-7748-0300-2.
- Alexander C. Soper: Imperial Cave-Chapels of the Northern Dynasties: Donors, Beneficiaries, Dates. Artibus Asiae, XXVIII, (4) 1966, Seiten 241-270.